# RMS Lusitania
El RMS Lusitania fue un transatlántico británico diseñado por Leonard Peskett y construido en el astillero John Brown & Company en Clydebank (Escocia) para la ilustre empresa naviera Cunard Line. Fue nombrado en honor de la antigua provincia romana de Lusitania, y se incorporó a la flota de la Cunard Line en agosto de 1907. Fue en su momento, el buque de pasajeros más grande del mundo junto a su gemelo, el RMS Mauretania, hasta que la compañía rival White Star Line botó el RMS Olympic en 1910, y el RMS Titanic en 1911.
El Lusitania fue construido como parte de la competición de Cunard con otras navieras extranjeras, principalmente alemanas, por obtener la supremacía en el comercio del transporte de pasajeros en la ruta del Atlántico. La empresa que tuviera los navíos más rápidos y lujosos tendría una ventaja comercial: el Lusitania y su gemelo, el Mauretania, proporcionaron un servicio regular entre las islas británicas y Norteamérica hasta el estallido de la Primera Guerra Mundial.
La junta directiva de Cunard decidió utilizar turbinas de vapor Parsons como método de propulsión para ambos barcos, lo que permitió que ambos ganaran la preciada Banda Azul, premio al navío más veloz en cruzar el Atlántico, en diferentes momentos de su carrera; así como para mantener el récord de velocidad durante dos décadas. Además de ser los más rápidos, ambos buques contaban con unas instalaciones novedosas para su época, disponiendo un 50 % más de espacio para cada pasajero, en contraste con sus rivales europeos, lo que les permitió ofrecer un lujo sin precedentes.
El Lusitania y su gemelo fueron diseñados para convertirse en cruceros auxiliares armados en tiempos de guerra. Sin embargo, debido a su alto consumo de combustible, se demostraron poco viables para esta tarea, siendo liberados de la misma poco después del estallido de la I Guerra Mundial. Debido a estos acontecimientos, el Lusitania se reincorporó al servicio de línea en el Atlántico norte, mientras que el Mauretania fue destinado como buque de reserva, hasta que la situación acaecida en la batalla de Galípoli requirió de sus servicios, siendo utilizado como transporte de tropas y barco hospital.
El 7 de mayo de 1915, en plena guerra submarina entre el Imperio alemán y el Reino Unido, el Lusitania fue identificado y torpedeado por el U-Boot alemán SM U-20, hundiéndose en tan solo dieciocho minutos. El buque desapareció a unos 18 km frente al cabo de Old Head of Kinsale, en Irlanda, llevándose consigo la vida de 1198 personas de las 1959 que viajaban a bordo.
La tragedia conmocionó al mundo y puso a la opinión pública en contra de Alemania, contribuyendo a la entrada de los Estados Unidos en la contienda y convirtiéndose para los aliados de la Triple Entente en un símbolo icónico de reclutamiento y de por qué se estaba luchando.
El Lusitania tuvo la mala suerte de caer víctima de los torpedos cuando la guerra estaba en sus compases iniciales y todavía no se habían perfeccionado técnicas para evadir submarinos. Los dos bandos del conflicto discutieron sobre si el transatlántico era un legítimo objetivo militar, pues además de pasajeros portaba numerosa munición y otros suministros de guerra. Asimismo, se han hecho varios intentos por averiguar cómo se hundió exactamente, y la discusión sobre ello continúa actualmente.

## Desarrollo y construcción

### Antecedentes

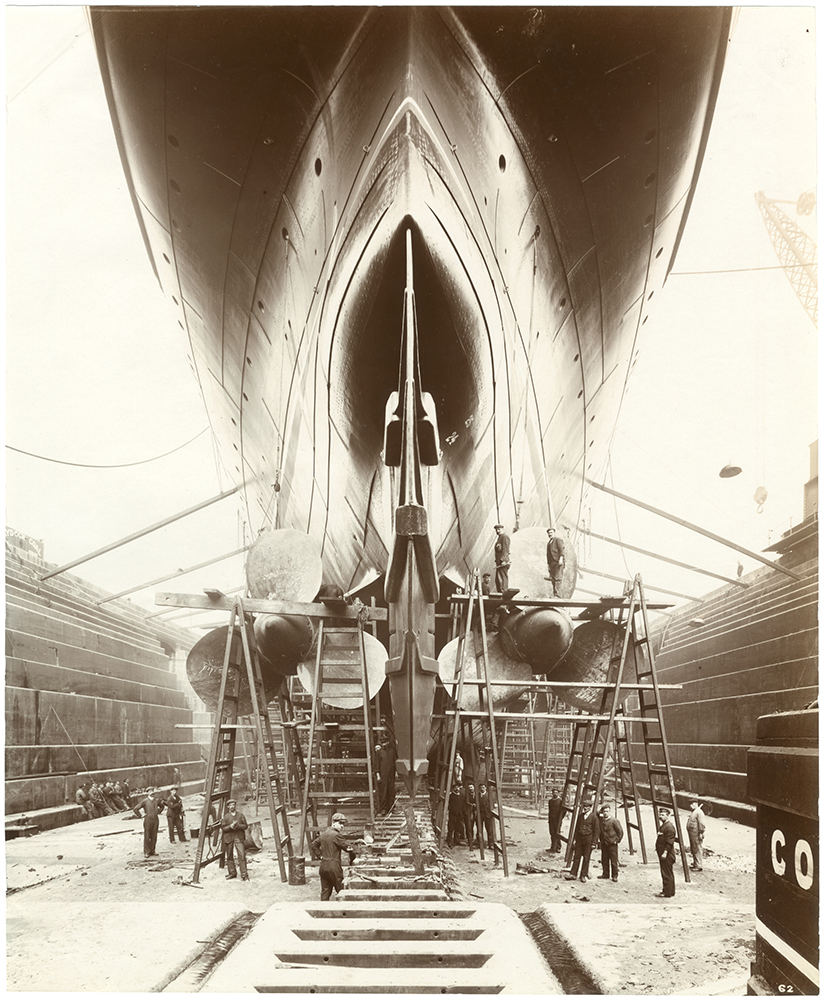
Empleados del astillero de John Brown fotografiados bajo las hélices del Lusitania, poco después de su instalación, hacia 1906.

El Lusitania fue construido como parte de la competición de la Cunard Line con otras compañías navieras, principalmente alemanas, por el tránsito de pasajeros en el océano Atlántico. En 1897, el buque alemán SS Kaiser Wilhelm der Grosse se convirtió en el barco más grande y lujoso del mundo y, al año siguiente, se hizo con la Banda Azul frente al RMS Campania y el RMS Lucania de Cunard.
Así, Alemania pasó a dominar el comercio de pasajeros en el Atlántico Norte: en 1906, disponía de cinco transatlánticos de cuatro chimeneas en servicio, cuatro de ellos propiedad de la empresa Norddeutscher Lloyd, siendo conocidos como los barcos de la clase Kaiser. Por la misma época, la compañía International Mercantile Marine Co., propiedad del financiero estadounidense J. P. Morgan, trataba de monopolizar el comercio de pasajeros mediante la adquisición de varias navieras, entre ellas la británica White Star Line. A principios de siglo, esta empresa había obtenido una gran popularidad con sus nuevos navíos, el RMS Celtic, el RMS Cedric, el RMS Baltic y el RMS Adriatic.
En vista de estos acontecimientos, Cunard estaba determinada a retomar su prestigio. Mediante un acuerdo firmado con el gobierno británico en junio de 1903, la compañía recibió un préstamo de 2 600 000 libras, reembolsable en un período de veinte años, para financiar la construcción de dos nuevos transatlánticos, el Lusitania y el Mauretania.
Ambos buques fueron diseñados por el arquitecto naval Leonard Peskett. Con una velocidad de crucero cercana a los 24 nudos (44,4 km/h), cada navío recibirían un subsidio operativo anual de 75 000 libras, junto con un contrato de correo por valor de 68 000 libras. A cambio, el gobierno acordó financiar la construcción de ambos barcos, bajo la condición de que estos se construirían según las especificaciones del Almirantazgo para que pudieran ser reconvertidos en cruceros armados en caso de ser necesario.

### Construcción

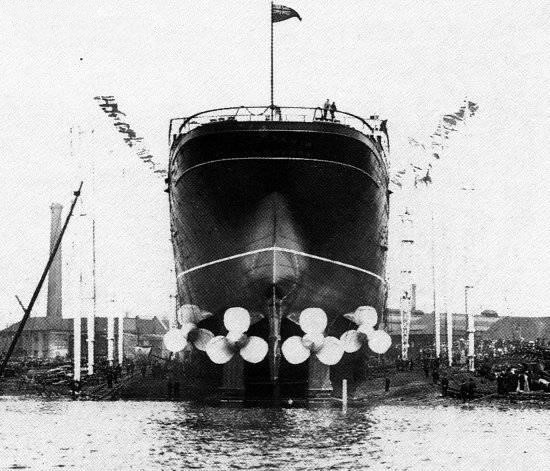
Vista de la popa del Lusitania en el pórtico del astillero, fotografiado poco tiempo antes de su botadura, junio de 1906.

La construcción del Lusitania se realizó en el astillero escocés de John Brown & Company, en Clydebank. Los trabajos de construcción comenzaron el 17 de agosto de 1904, con la colocación de la quilla. Lord Inverclyde, el presidente de la Cunard Line de aquel entonces, fue el encargado de inaugurar formalmente la construcción al martillear el primer remache de la quilla.
Cunard apodó el barco como "el escocés", en honor al país en donde fue construido y para diferenciarlo con su buque hermano, el Mauretania, cuya construcción se realizaba paralelamente en el astillero de Swan Hunter, en Inglaterra.
Los detalles finales para los diseños de ambos barcos quedaron a cargo de los diseñadores de ambos astilleros, de forma que tanto el Lusitania como el Mauretania difirieran en numerosos aspectos, como en el diseño de su casco o en el de los respiraderos de la cubierta de botes (que seguían un diseño más tradicional a bordo del Mauretania, en contraste con los de diseño cilíndrico que presentaba el Lusitania). Además, el Mauretania fue diseñado con un castillo de proa ligeramente mayor que el del Lusitania, superando su eslora por casi un metro. Sumado a este detalle, el Mauretania fue diseñado para desplazar un tonelaje mayor, así como una potencia más alta para sus turbinas.
Se tuvo que reconfigurar el pórtico del astillero de John Brown para poder lanzar el casco de 240 metros del Lusitania a través de la parte más ancha disponible del río Clyde, donde se cruzaba con un afluente. La nueva grada ocupaba el espacio de las dos previas y se construyó sobre pilotes de refuerzo clavados profundamente en el suelo para garantizar que pudiera soportar de manera temporal el peso concentrado del gran barco mientras se deslizaba hacia el agua. La compañía tuvo que invertir 8000 libras para dragar el Clyde, 6500 libras para la instalación de una nueva planta de gas, 6500 libras en una nueva planta eléctrica, 18 000 libras en la ampliación del muelle y 19 000 libras para la adquisición de una nueva grúa capaz de levantar 150 toneladas, así como 20 000 libras en maquinaria y equipo adicional.

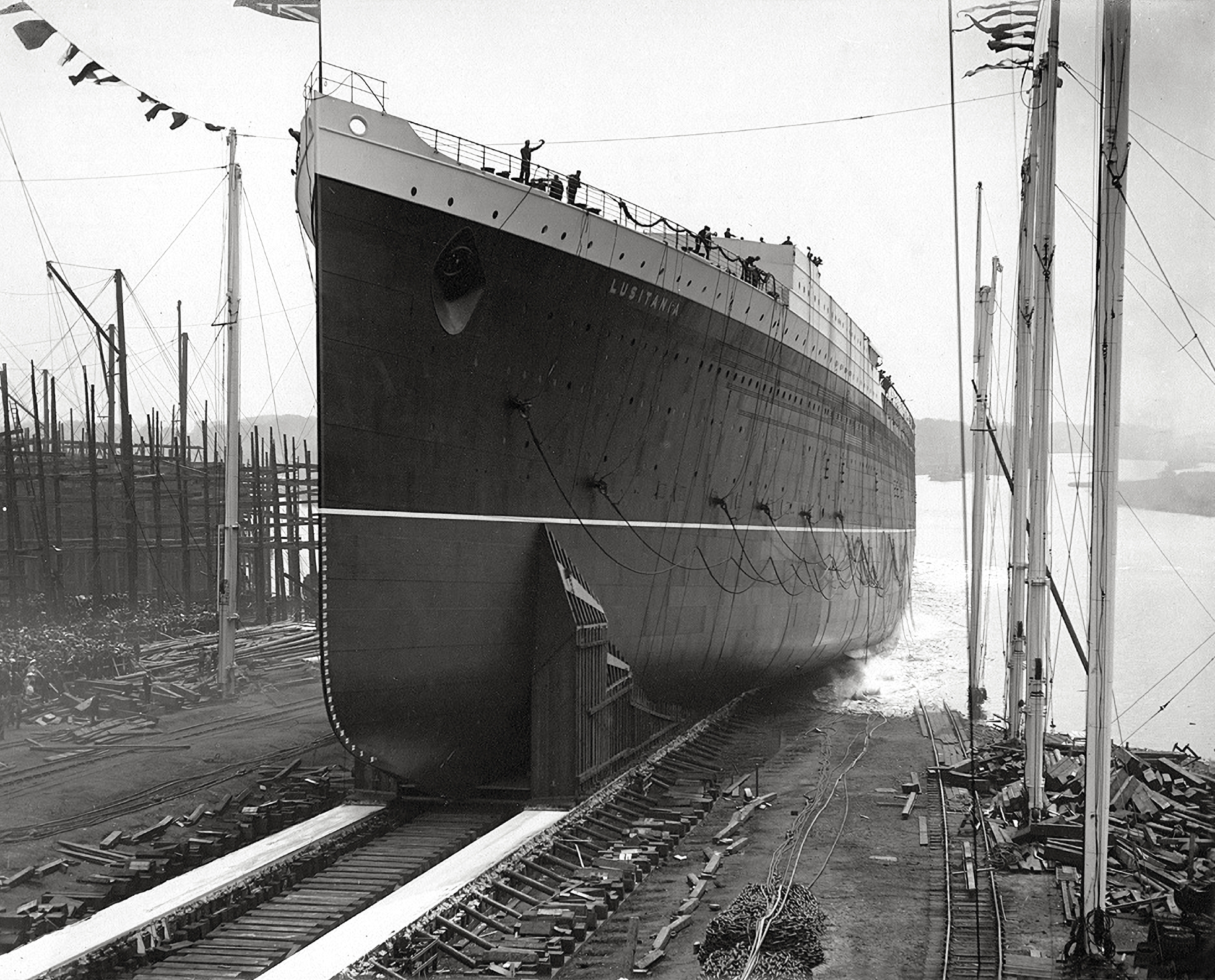
Botadura del Lusitania, 7 de junio de 1906.

El Lusitania fue botado al mar el 7 de junio de 1906, ocho semanas después de lo previsto debido a huelgas laborales, y ocho meses después de la muerte de Lord Inverclyde. La princesa real Luisa fue invitada a la ceremonia de la botadura para bautizar el barco, pero no pudo asistir, por lo que el honor recayó en la viuda de Inverclyde, Lady María. Seiscientos invitados y miles de espectadores asistieron a la ceremonia. Para frenar el avance del Lusitania una vez que ingresó en el agua, se emplearon miles de toneladas de cadenas de arrastre unidas al casco mediante anillos temporales. Semanas antes de la botadura, se instalaron las cuatro hélices del buque, sin embargo, en posteriores navíos, estas se colocarían en dique seco para evitar que pudieran dañarse al chocar con otro objeto durante el deslizamiento. Tras la botadura, el Lusitania fue remolcado hasta el dique seco, donde los trabajos finales de construcción y acondicionamiento se llevarían a cabo durante el siguiente año.
Las pruebas de mar se llevaron a cabo en julio de 1907, organizándose un crucero preliminar el día 27 con representantes de la Cunard Line, el Almirantazgo, la Cámara de Comercio y del astillero John Brown a bordo del barco. Durante las pruebas, el Lusitania alcanzó velocidades de 25,6 nudos (47,4 km/h) en una milla medida (1,6 km) en Skelmorlie, con sus turbinas funcionando a 194 rpm produciendo 76 000 CV de potencia. El barco viajó cuatro veces entre el faro de Corsewall, frente a Escocia y el faro Longships, frente a Cornualles, a 23 y 25 nudos. Tras recorrer un total de 300 millas (483 km), el Lusitania logró alcanzar una velocidad media de 25,4 nudos (47,0 km/h), ligeramente superior a los 24 nudos requeridos por el contrato de Cunard con el Almirantazgo. El barco podría detenerse en cuatro minutos en 3⁄4 de milla comenzando con una velocidad de 23 nudos a 166 rpm y luego navegando aplicando la marcha atrás completa. A 180 rpm, se realizó una prueba de giro y el Lusitania realizó un círculo completo de mil yardas de diámetro en cincuenta segundos. El timón requirió veinte segundos para girar con fuerza a 35 grados.
Finalmente, tras completar con éxito las pruebas en el mar, el Lusitania fue entregado formalmente a la Cunard Line el 26 de agosto de 1907.

## Características

### Diseño
La Cunard Line estableció un comité para decidir el diseño de los nuevos transatlánticos, del cual James Bain, Superintendente de Marina de la compañía, era presidente. Otros miembros incluyeron al contralmirante H.J. Oram, quien había estado involucrado en el diseño de buques propulsados por turbinas de vapor para la Marina Real, y Charles Parsons, cuya compañía, Parsons Marine, era productora de motores de turbina.
Parsons sostuvo que podía diseñar motores capaces de mantener una velocidad de 25 nudos (46,3 km/h), lo que requeriría 68 000 caballos de vapor (50 014 kW) en el eje. Los conjuntos de las turbinas más grandes construidos hasta el momento habían sido de 23 000 caballos (16 917 kW) para los acorazados de la clase Dreadnought, y 41 000 caballos (30 156 kW) para los cruceros de batalla de la clase Invincible, lo que significaba que los motores serían de un nuevo diseño nunca probado anteriormente. Las turbinas ofrecían las ventajas de generar menos vibraciones que los motores alternativos y una mayor fiabilidad en el funcionamiento a altas velocidades, combinado con un menor consumo de combustible. Se acordó que se harían pruebas instalando turbinas en el transatlántico RMS Carmania, que ya estaba en construcción. Los resultados fueron positivos: con las mejoras esperadas en la comodidad de los pasajeros y la economía operativa, se obtuvo un navío que era 1,5 nudos (2,8 km/h) más rápido que su buque hermano, el Caronia, que contaba con un sistema de propulsión convencional.
El Lusitania fue diseñado por el arquitecto naval Leonard Peskett, y bautizado en honor a la antigua provincia romana del mismo nombre, situada al oeste de la península ibérica, en la región que abarca el actual sur de Portugal y la provincia española de Extremadura.
Peskett había diseñado un modelo del barco propuesto en 1902, que mostraba un buque de tres chimeneas. Posteriormente, en 1904 se añadió una cuarta chimenea, ya que el arquitecto concluyó de que era necesaria para ventilar los gases expulsados de las calderas adicionales instaladas. Los planos originales mostraban un buque propulsado por tres hélices, pero el número fue incrementado a cuatro porque se consideró que la potencia necesaria no se podía transmitir a través de solo tres hélices. Cuatro turbinas de vapor impulsarían de manera independiente las cuatro hélices, con turbinas de inversión adicionales para impulsar solo los ejes internos. 

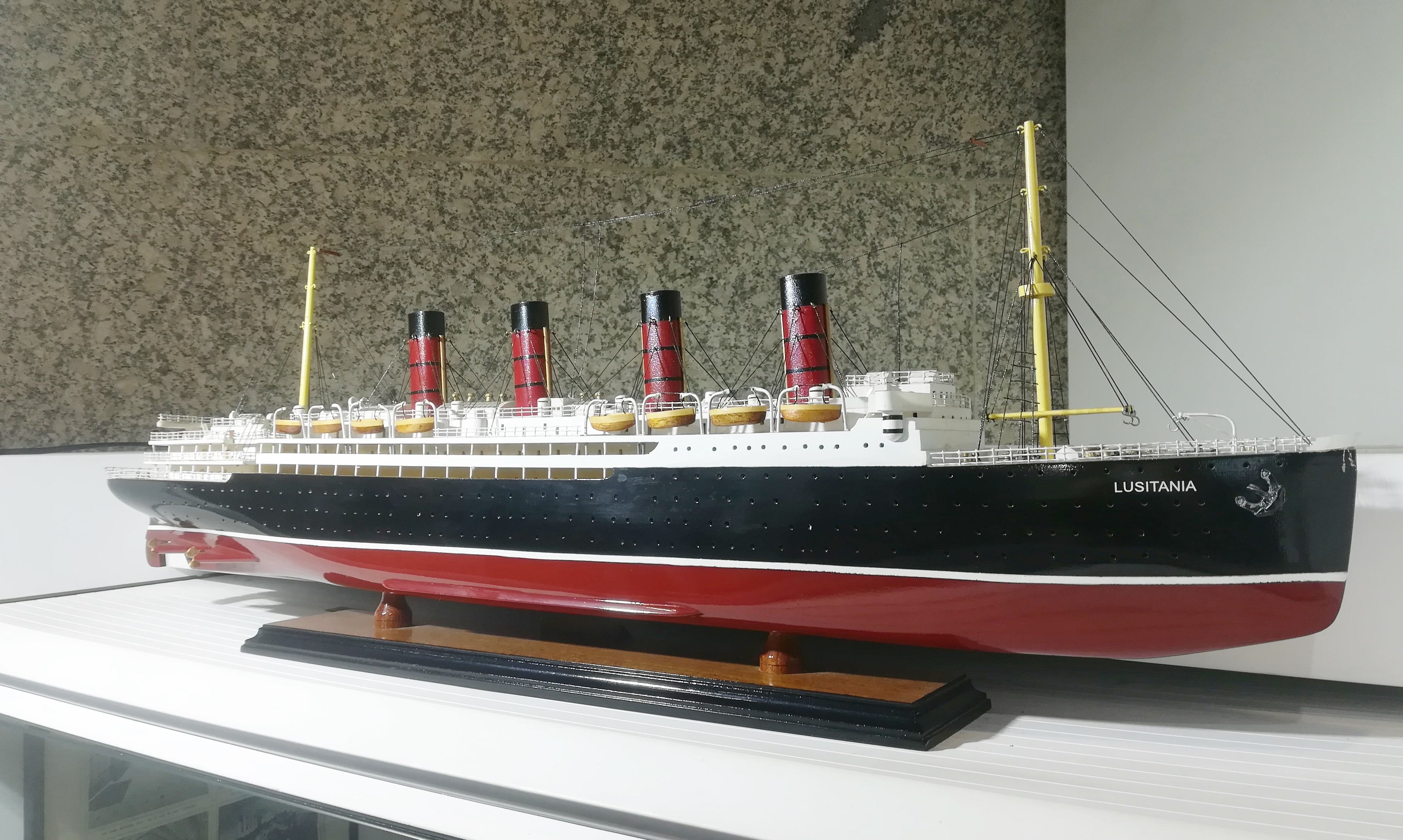
Maqueta del Lusitania, expuesta en el Museo del Mar de Galicia de Vigo (España).

Las hélices eran impulsadas directamente por las turbinas, ya que todavía no se habían desarrollado cajas de engranajes suficientemente robustas, y no estarían disponibles hasta 1916. Debido a esto, las turbinas fueron diseñadas para funcionar a una velocidad mucho más baja que las normalmente aceptadas como óptimas. Por lo tanto, su eficiencia era menor a bajas velocidades que en una máquina de vapor convencional, pero significativamente mayor cuando las máquinas funcionaban a alta velocidad, como solía ser en el caso de los grandes transatlánticos. El Lusitania estaba equipado con veintitrés calderas de dos extremos y dos de un solo extremo (que se ajustaban al espacio delantero donde el barco se estrechaba), operando a un máximo de 195 psi y conteniendo 192 hornos individuales.
El contrato del Almirantazgo requería que toda la maquinaria estuviera por debajo de la línea de flotación, donde se consideraba que estaba mejor protegida contra los disparos, y el tercio de popa del barco debajo del agua se empleó para albergar las turbinas, los motores de dirección y cuatro motores de 375 kilovatios (503 HP; 510 CV). La mitad central del buque contenía cuatro salas de calderas, y el espacio restante en el extremo delantero del barco estaba reservado para carga y almacenamiento.
Se colocaron búnkeres de carbón a lo largo del barco fuera de las salas de calderas, con un gran búnker transversal inmediatamente frente de la sala de calderas n.° 1. Además, se consideró que el carbón brindaba protección adicional a los espacios centrales contra posibles ataques. En la parte delantera estaban los casilleros para albergar las enormes cadenas del ancla, además de los tanques de lastre para ajustar el asiento del barco.
El espacio del casco estaba dividido en doce compartimientos estancos, dos de los cuales podían inundarse sin riesgo de que el barco se hundiera, conectados por 35 mamparos estancos, que se comunicaban entre sí mediante puertas accionadas hidráulicamente. El barco tenía un doble fondo con el espacio dividido en celdas estancas separadas. La altura excepcional del navío se debió a las seis cubiertas de alojamiento de pasajeros situadas por encima de la línea de flotación, en comparación con las cuatro habituales en los transatlánticos de la época.
En el momento en el que se finalizó su construcción, el Lusitania se convirtió, durante un breve período, en el barco de pasajeros más grande jamás construido en el mundo, siendo superado por su buque gemelo, el Mauretania, cuando este entró en servicio. El alojamiento de pasajeros era un 50 % más grande que el disponible a bordo de sus contemporáneos, con alojamiento para 552 pasajeros en primera clase, 460 en segunda y 1186 en tercera. Su tripulación estaba formada por 69 personas en cubierta, 369 trabajadores en las salas de máquinas y 389 empleados para atender a los pasajeros. El barco contaba con iluminación eléctrica, telégrafo inalámbrico, ascensores eléctricos, instalaciones suntuosas y un prototipo del actual sistema de aire acondicionado.

### Interior
El Lusitania, el Mauretania y el Aquitania eran buques hermanos y pertenecían a la naviera británica Cunard Line. Los tres fueron algunos de los barcos más utilizados para el transporte de pasajeros entre Estados Unidos y Europa.
El Lusitania contaba con 239 m de eslora, 31 550 t de desplazamiento y 26 m de manga. Era capaz de transportar en total 2198 pasajeros distribuidos en sus diferentes clases. 
El barco fue diseñado con líneas elegantes, dotado de cuatro chimeneas, turbinas de vapor y cuatro hélices. De acuerdo con la normativa de la época, poseía suficientes botes salvavidas, concretamente dieciséis. Era además el más moderno de su tiempo, con 17,5 compartimientos estancos, detectores de incendios, control eléctrico de los botes salvavidas y una potente central de T.S.H.
Se diferenciaba del Mauretania por poseer 1500 t menos de desplazamiento, tener tumbonas de cubierta, respiraderos cilíndricos (en vez de los tradicionales) y un castillo de proa más corto, entre otros detalles.
En el momento de su introducción en la ruta del Atlántico Norte, tanto el Lusitania como el Mauretania poseían los interiores más lujosos, espaciosos y cómodos a flote. Cunard contrató al arquitecto escocés James Miller para diseñar los interiores del Lusitania, mientras que, para el Mauretania, la compañía escogió al arquitecto inglés Harold Peto. Miller empleó yeserías para los interiores del buque, mientras que Peto realizó un uso extensivo de paneles de madera, dando como resultado de que la impresión general de los interiores del Lusitania fuera más brillante que la del Mauretania. Fue gracias a este éxito que permitió al Lusitania servir como inspiración para la compañía rival de Cunard, la White Star Line, para diseñar los lujosos interiores de sus nuevos buques: el Olympic, el Titanic y el Britannic. Los alojamientos para los pasajeros estaban distribuidos en seis cubiertas; desde la cubierta superior hasta la línea de flotación se localizaban la cubierta de botes (cubierta A), la cubierta de paseo (cubierta B), la cubierta de refugio (cubierta C), la cubierta superior (cubierta D), la cubierta principal (cubierta E) y la cubierta inferior (cubierta F). Como se ve a bordo de todos los transatlánticos de la época, los espacios que abarcaban las instalaciones de primera, segunda y tercera clase estaban estrictamente separadas.
La mayor parte de los elementos decorativos del Lusitania habían sido diseñados y fabricados por el Gremio de Artes Aplicadas de Bromsgrove, y parte del mobiliario del barco fue suministrado por la destacada firma inglesa Waring & Gillow.
Las estancias de primera clase se encontraban en la sección central del transatlántico, distribuidas entre las cinco cubiertas superiores, la mayoría concentradas entre las chimeneas. De manera similar a lo presente a bordo de los principales barcos del momento, los interiores de primera clase del Lusitania estaban decorados con una mezcla de estilos históricos.  

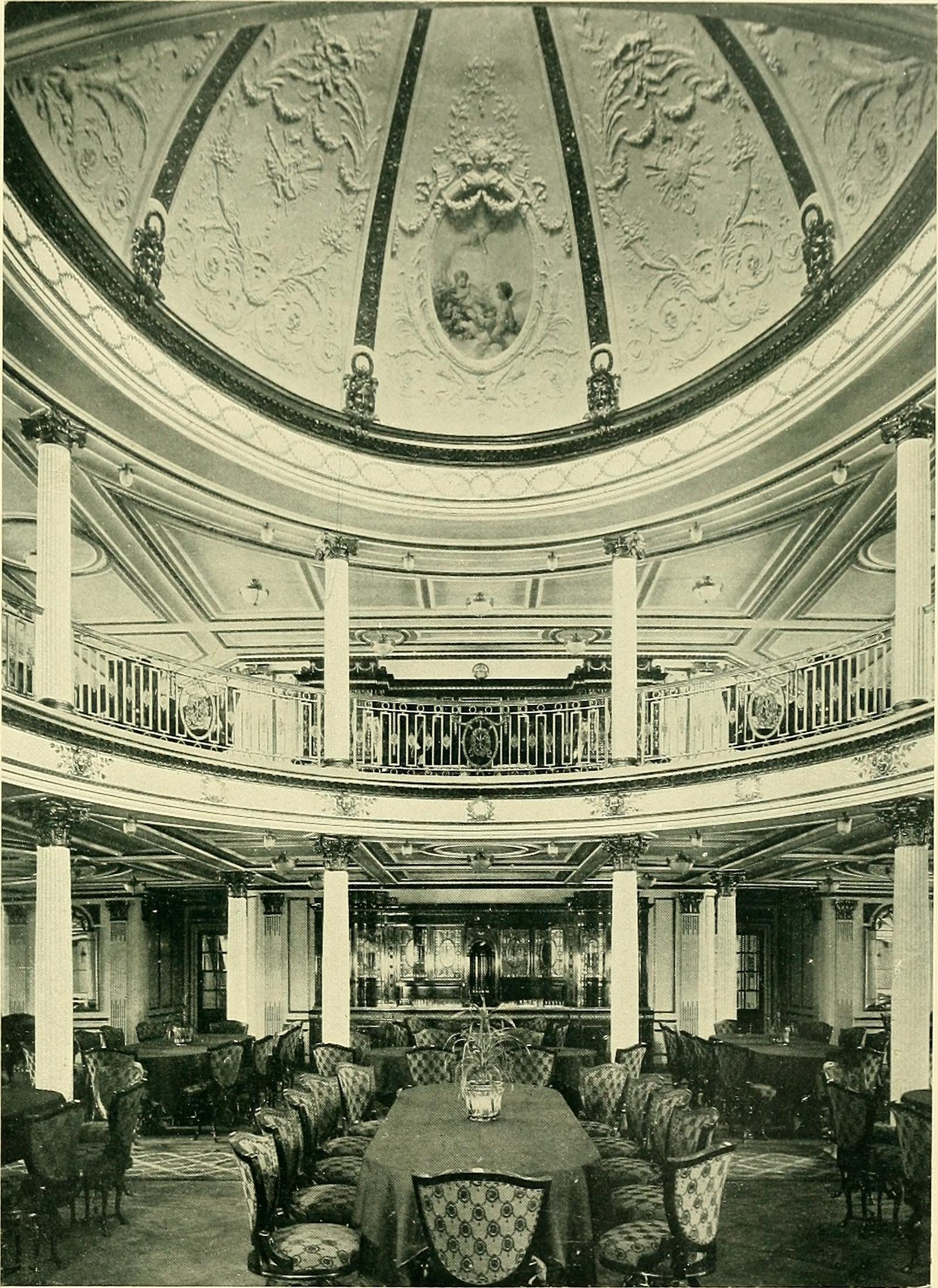
Salón comedor de primera clase del Lusitania, hacia 1907.
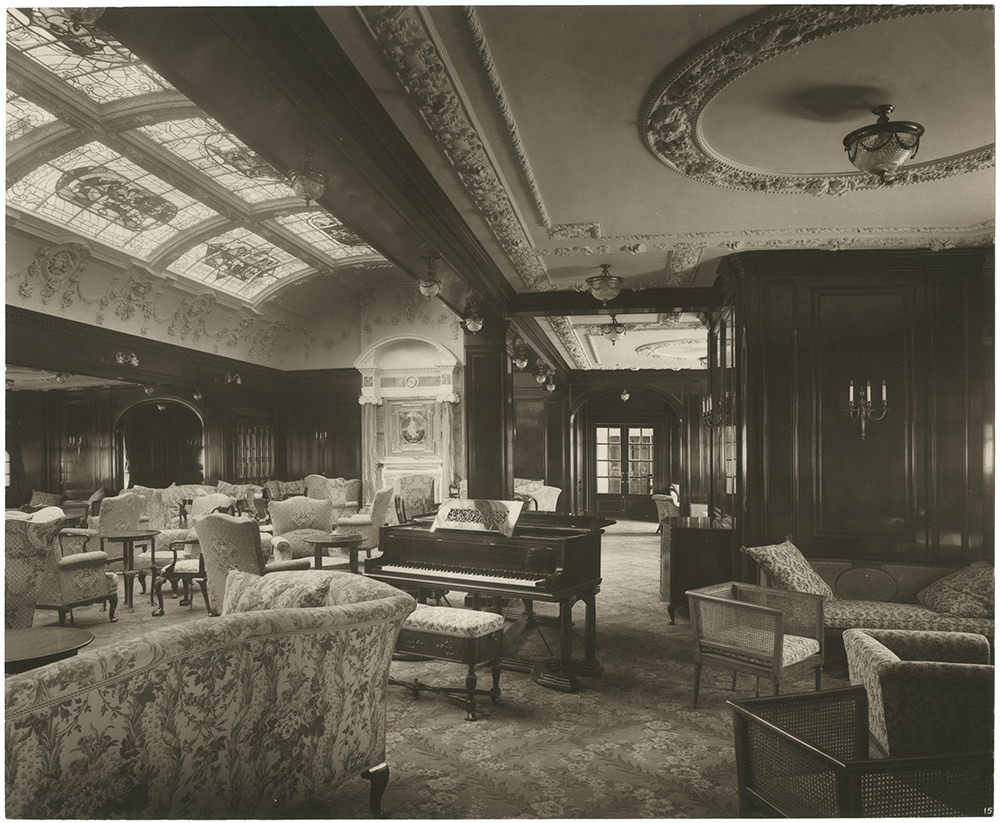
Sala de música de primera clase.
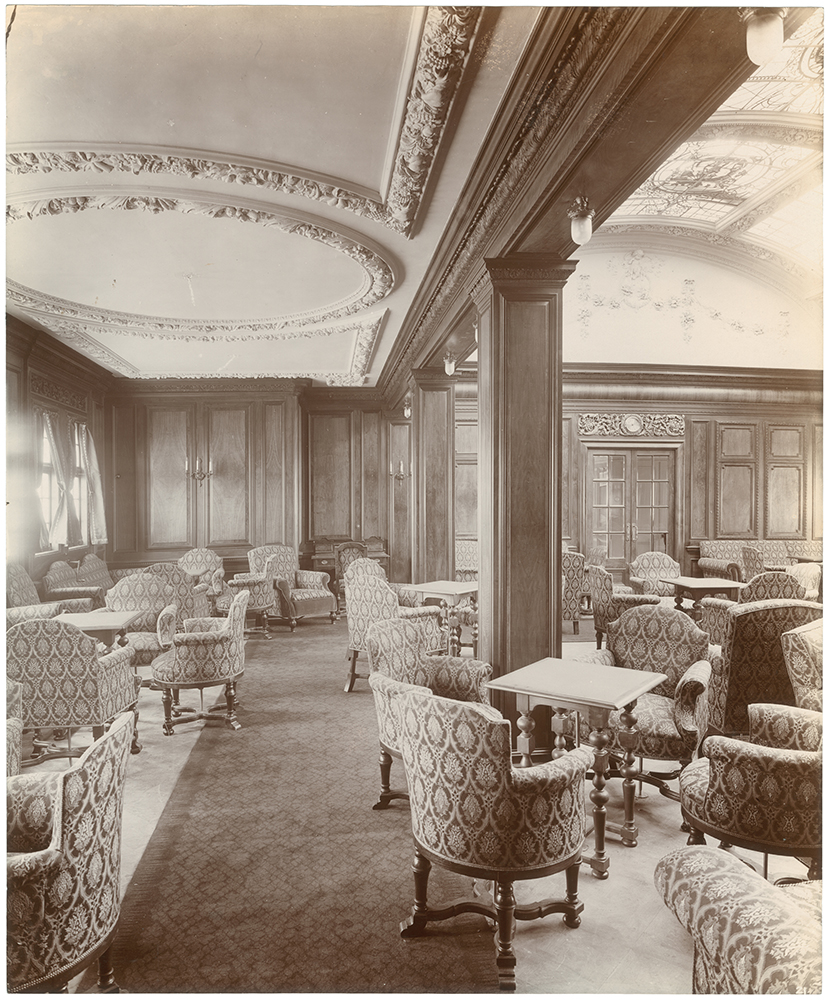
Sala de fumadores de primera clase, hacia 1907.
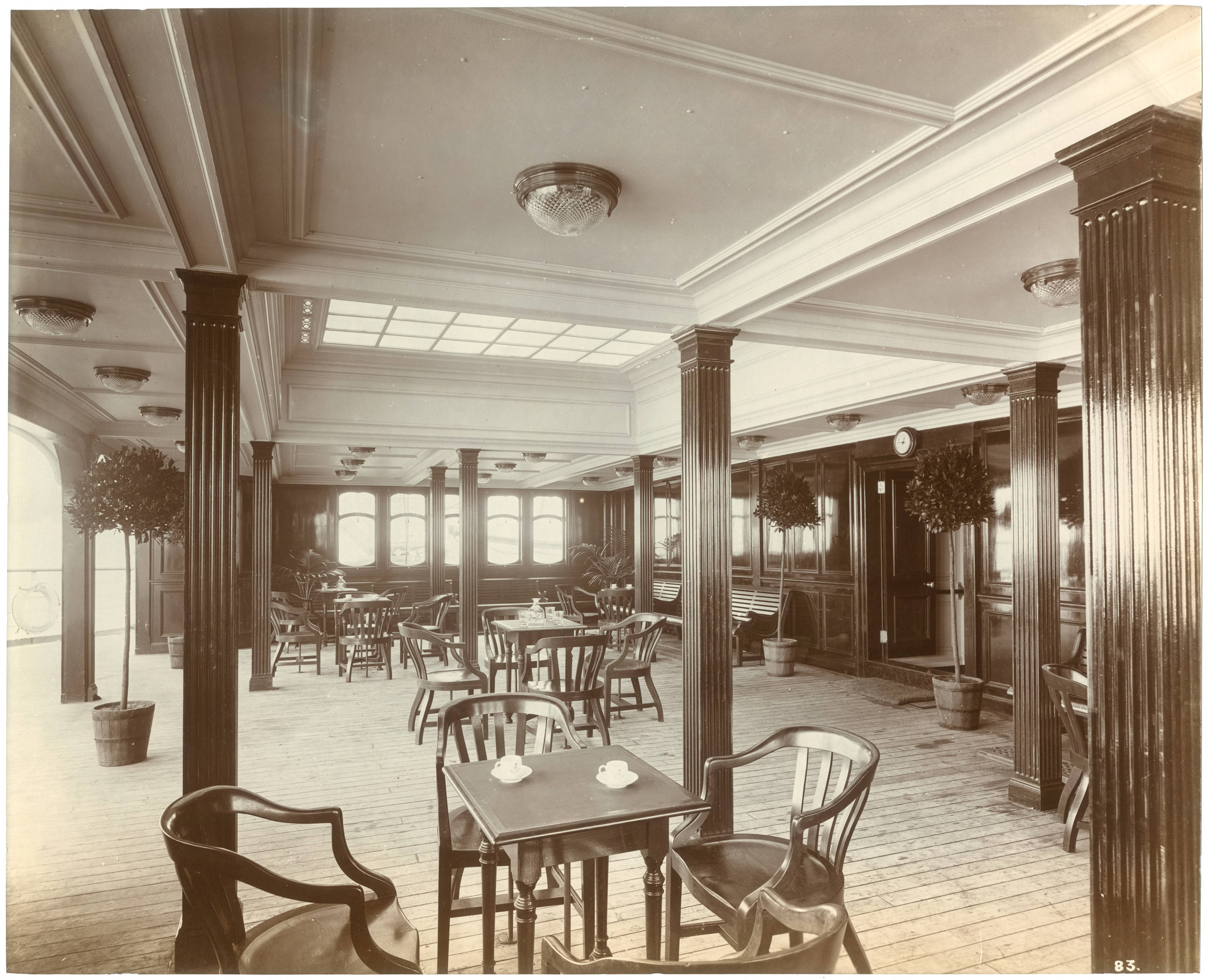
Cafetería Verandah, de uso exclusivo para la primera clase.
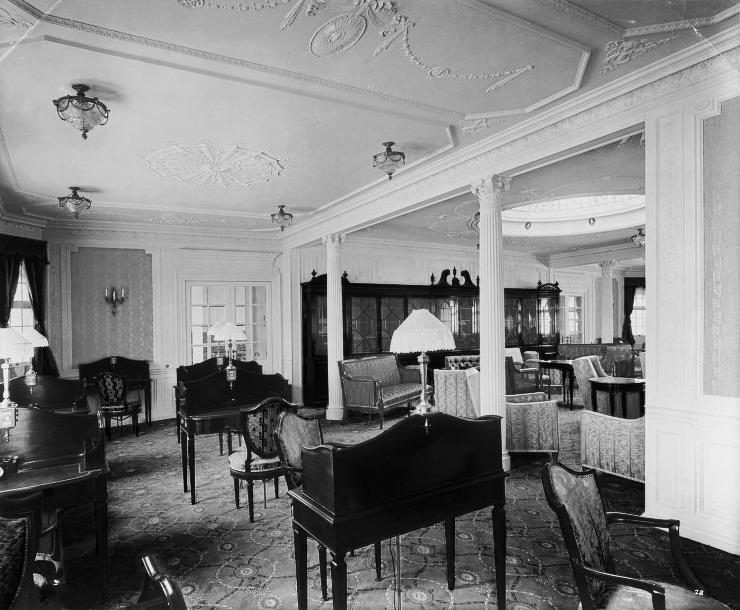
Salón de lectura y correspondencia.
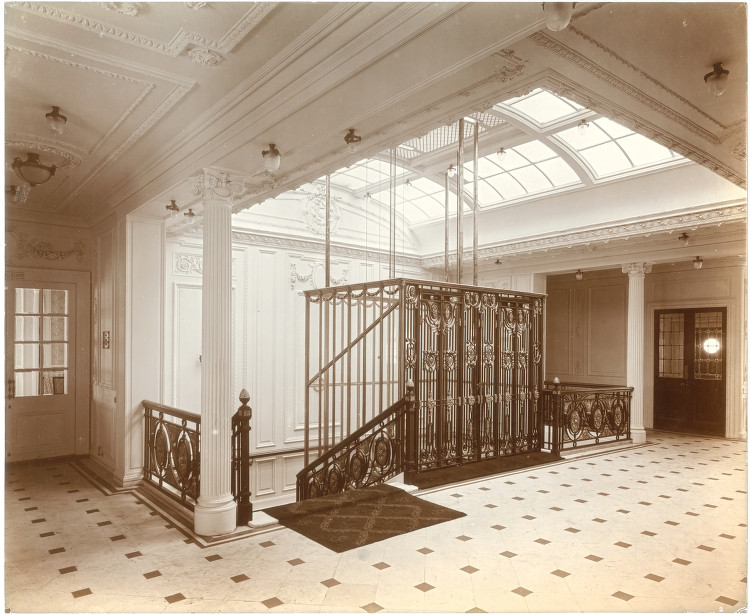
Escalinata y ascensor de primera clase, hacia 1907.
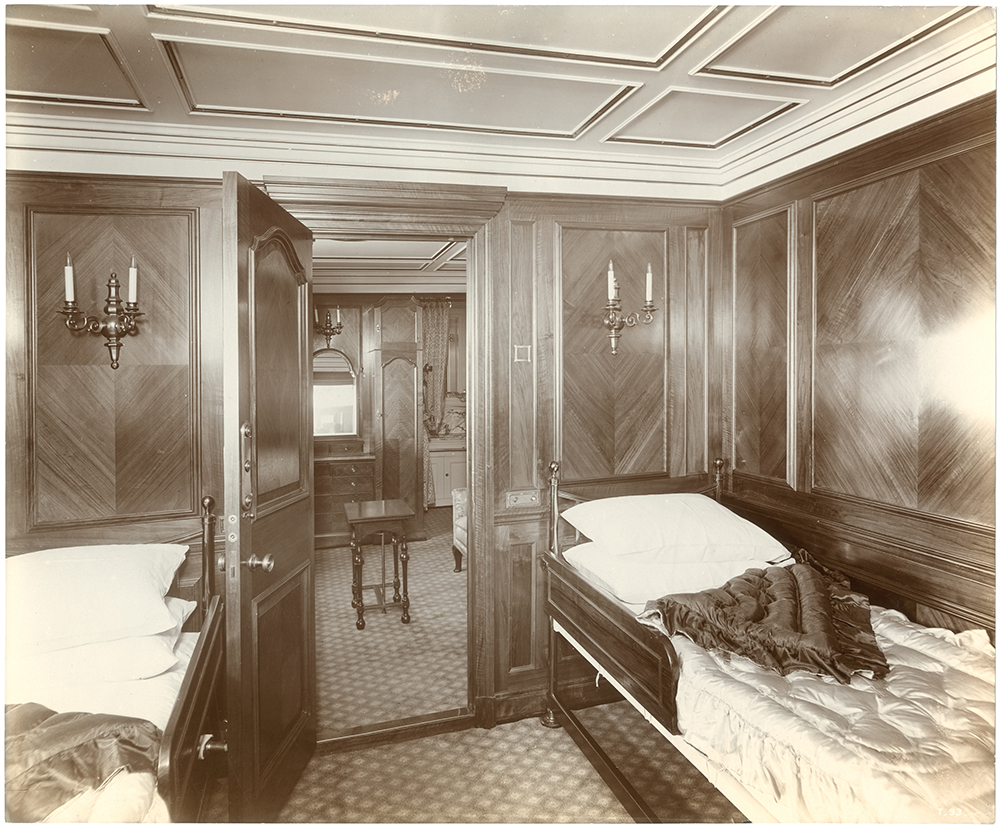
Suites de primera clase a bordo del Lusitania, c. 1907.

El comedor era el más suntuoso de los salones públicos que se encontraban en el barco. Estaba construido sobre dos cubiertas con un pozo circular abierto en su centro y coronado por una elaborada cúpula de 8,8 metros (29 pies), decorada con frescos al estilo de François Boucher, que fue elegantemente realizado al estilo Luis XVI. La planta inferior, que medía 26 m, tenía capacidad para acomodar a 323 comensales, con otros 147 que podía acomodar en la planta superior, que medía 20 m. Las paredes estaban decoradas con paneles de caoba tallada en color blanco y dorado, con numerosas columnas corintias, requeridas para sostener la planta superior.
El resto de estancias públicas de primera clase se encontraban en la cubierta de botes y constaban de un salón general, una biblioteca, una sala de lectura, una sala de fumadores y una cafetería Verandah con terraza. Esta última fue una innovación nunca antes vista a bordo de un barco de la Cunard y, en los días en los que las condiciones meteorológicas eran favorables, se podía abrir uno de los lados de la cafetería para dar la impresión a los pasajeros de encontrarse merendando al aire libre. Esta característica fue poco empleada debido a las inclemencias climáticas del Atlántico Norte.
El salón general estaba decorado en estilo georgiano, con paneles de caoba con incrustaciones que rodeaban una alfombra de color verde jade con un patrón floral amarillo, que medía un total de 21 m. El techo incluía un tragaluz abovedado que se elevaba 6,1 m, adornado con vidrieras que representaban los meses del año. En cada extremo del salón, se encontraba instalada una chimenea de mármol verde de 4,3 m de altura que incorporaba paneles esmaltados de Alexander Fisher.
La biblioteca contaba con unas paredes decoradas con pilastras talladas y molduras que marcaban los paneles de brocado de seda gris y crema. La habitación estaba decorada con una alfombra rosada, cortinas y tapicería de seda al estilo Rose du Barry. Las sillas y los escritorios eran de caoba y las ventanas presentaban vidrio grabado.
La sala de fumadores estaba adornada en el estilo Reina Ana, con paneles de Nogal y muebles de madera roja al estilo italiano.
La escalinata de primera clase, del mismo modo que la famosa escalera del Titanic, comunicaba las seis cubiertas donde se localizaban los alojamientos de los pasajeros. En cada nivel, la escalera contaba con amplios pasillos y dos ascensores.
Los camarotes de primera clase podían constar desde una habitación compartida, hasta varias habitaciones privadas con baño decoradas en una selección diversa de estilos decorativos que comprendían las dos majestuosas suites, cada una con dos dormitorios, comedor, salón y baño, con una decoración inspirada en el Pequeño Trianón de Versalles.
Las instalaciones segunda clase se limitaban hacia la popa, detrás del mástil, donde se localizaban los camarotes con capacidad para alojar a un total de 460 pasajeros. Las salas públicas estaban situadas en secciones divididas de las cubiertas de botes y de paseo. El diseño de las estancias para esta clase fue asignado al arquitecto del astillero de Clydebank, Robert Whyte. 

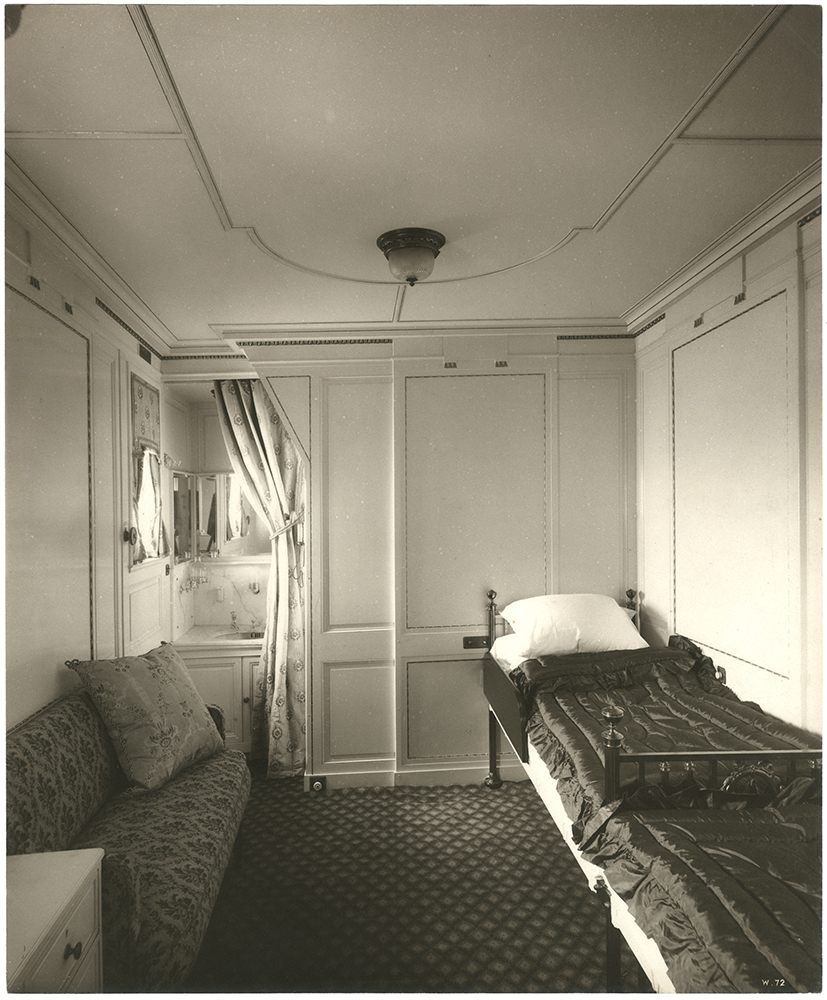
Fotografía de un camarote estándar de segunda clase a bordo del Lusitania, 1907.
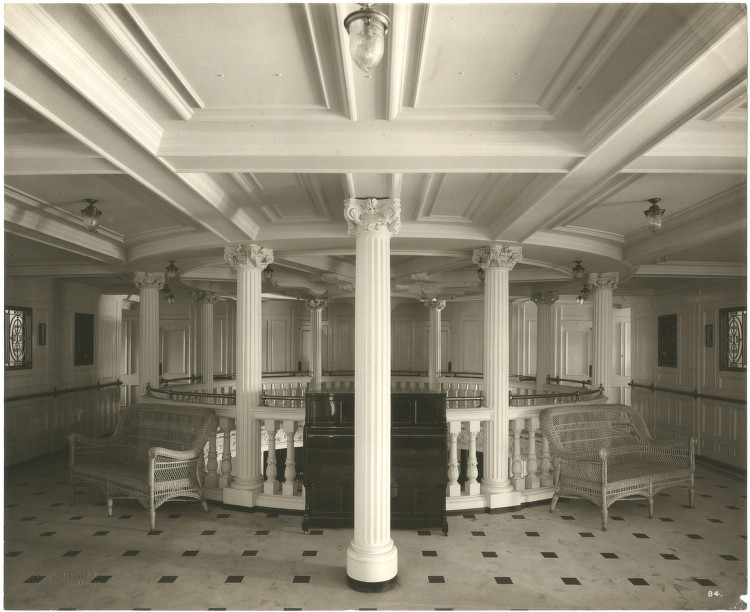
Entrada para los pasajeros de segunda clase. En el nivel inferior, se encontraba el comedor dispuesto para dichos pasajeros.
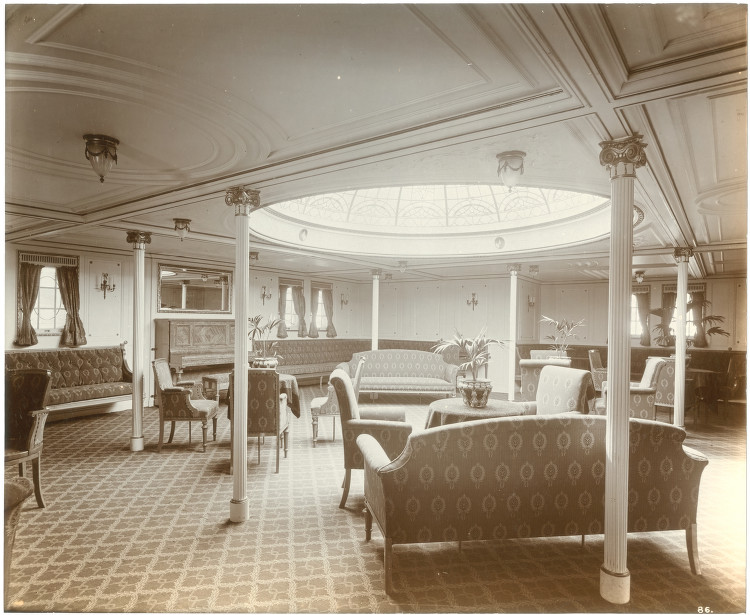
Salón de estar para las damas de segunda clase, c. 1907.
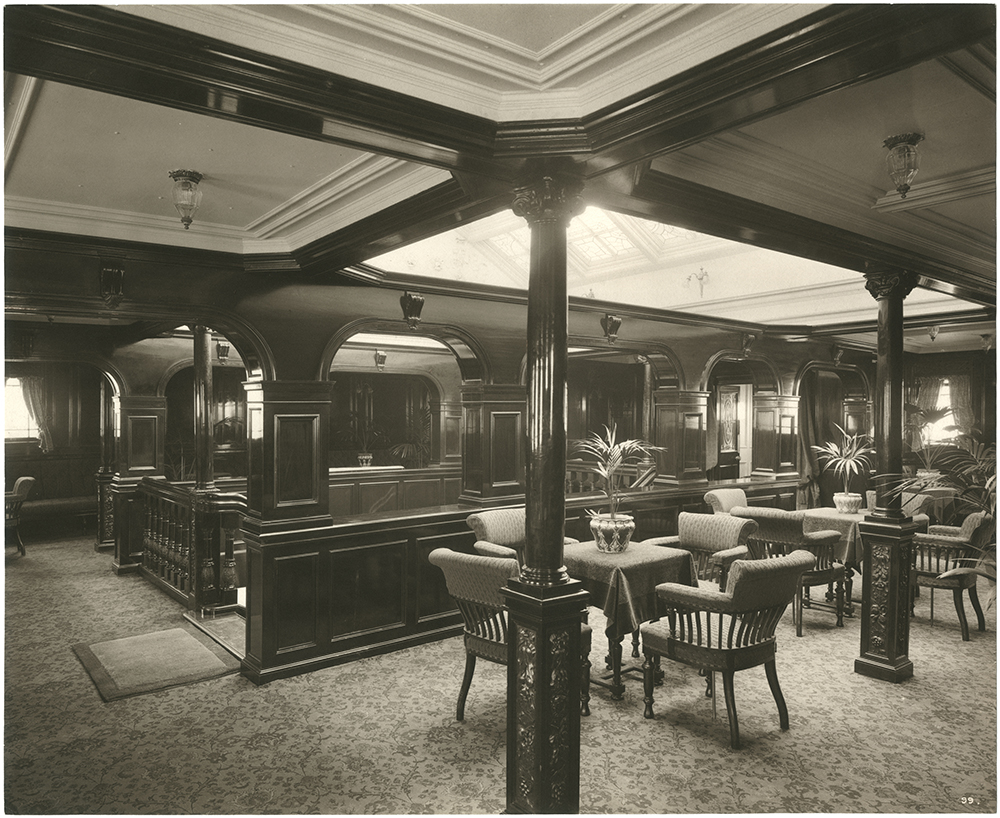
Salón general de segunda clase.
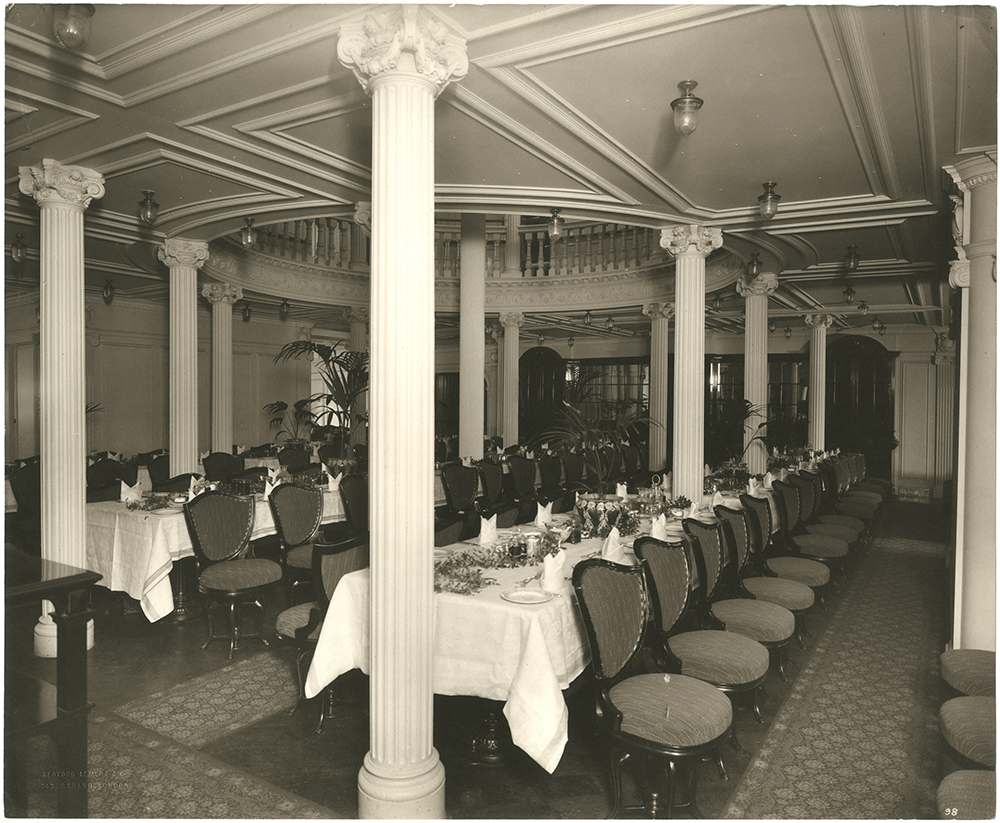
Comedor de segunda clase del Lusitania. Su diseño y distribución se asemejaba al del instalado en primera clase.

El comedor de segunda clase, aunque era más pequeño y sencillo, presentaba un diseño que reflejaba al del comedor de primera, con paredes revestidas con paneles y talladas con pilares de yeso blanco. Al igual que sucedía en primera clase, el comedor estaba situado en la cubierta del salón. Las salas de fumadores y de las damas ocuparon el espacio de alojamiento de la cubierta de paseo, con el salón general en la cubierta de botes.
La Cunard Line nunca había proporcionado previamente un salón general para los pasajeros de segunda clase. El salón, que medía trece metros, estaba equipado con mesas, sillas y sofás de madera de caoba, colocados sobre una alfombra de estampado rosa.
La sala de fumadores tenía 16 m, y estaba revestida con paneles de caoba, un techo y una cúpula de yeso blanco. Una de las paredes estaba decorada con un mosaico que representaba la escena de un río en Bretaña, mientras que las ventanas correderas del salón estaban tintadas en color azul.
Los alojamientos de segunda clase constaban de cómodos camarotes compartidos, que incorporaban de dos a cuatro literas, dispuestos en las cubiertas C, D y E.
Conocida por ser la principal fuente de ingresos para las compañías navieras a finales del siglo XIX y a principios del XX, la tercera clase experimentó, con la introducción de transatlánticos como el Lusitania, una gran mejora en las condiciones de viaje que las instalaciones ofrecían a los pasajeros.
La zona de tercera clase del Lusitania gozó de bastante popularidad por parte de los pasajeros emigrantes, quienes optaban por viajar en este buque debido a que sus alojamientos proporcionaban una mayor comodidad respecto a otros transatlánticos de la época, en donde el alojamiento en tercera clase constaba de grandes espacios abiertos en los que cientos de personas compartían habitación y áreas públicas construidas de manera apresurada y, a menudo, compuestas por no más de una pequeña porción de espacio abierto en cubierta y algunas mesas instaladas dentro de los camarotes.
En un intento de romper ese estándar, empresas navieras como la Cunard Line, así como otras reconocidas compañías como la británica White Star Line, o la alemana Hamburg Amerika Linie, comenzaron a diseñar barcos con instalaciones de tercera clase más cómodas y salubres, como en el caso del Lusitania, el Olympic o el Imperator.
Como en todos los buques de Cunard, el alojamiento de tercera clase a bordo del Lusitania se ubicaba en el extremo delantero del barco, situado entre las cubiertas C, D, E y F, y en comparación con otros barcos de la época, las estancias eran más cómodas y espaciosas. El comedor de 24 m estaba ubicado en la sección de proa del barco, en la cubierta del salón. Estaba decorado con paneles de pino pulido, al igual que las otras dos salas públicas: la sala de fumadores y el salón de estar para las mujeres. Estas dos últimas se localizaban en la cubierta C del barco.
Cuando el Lusitania realizaba travesías en las que se alcanzaba la capacidad en tercera clase, la sala de estar de las mujeres y el salón de fumadores podían reconvertirse fácilmente en un gran comedor para proporcionar una mayor comodidad a los comensales. Los pasajeros comían en mesas largas con sillas giratorias y las comidas se servían en dos sesiones. Se proporcionó un piano para el uso y disfrute de los pasajeros.
Una de las características de las instalaciones del Lusitania que más atraían a los inmigrantes y a los viajeros de las clases más bajas fue que, en lugar de encontrarse confinados en dormitorios abiertos con literas, a bordo del barco había diferentes cabinas con capacidad para dos, cuatro, seis u ocho literas.

## Comparación con la clase Olympic
En 1907 la White Star Line, principal rival británica de la Cunard Line, había ordenado la construcción de tres nuevos grandes transatlánticos con el fin de competir en tamaño y lujo contra el Lusitania y su barco gemelo, el Mauretania. Estos buques, conocidos como la clase Olympic, poseían 30 m más de eslora que los barcos de la Cunard; y con 15 000 toneladas más, los dos primeros buques de la White Star, el RMS Olympic y el RMS Titanic, habían superado al Lusitania y al Mauretania como los barcos de pasajeros más grandes jamás construidos.
Aunque eran significativamente más rápidos que los barcos de la clase Olympic, la velocidad de los navíos de Cunard no era suficiente para permitir que la empresa realizara un servicio transoceánico semanal con solo dos buques zarpando desde ambos lados del Atlántico. La empresa requería de una tercera embarcación para garantizar un servicio semanal rotatorio y, en respuesta al plan anunciado por la White Star para construir la clase Olympic, ordenó la construcción de un tercer transatlántico: el RMS Aquitania. Al igual que los nuevos barcos de la White Star, el Aquitania era más lento que el Lusitania y el Mauretania, pero era más lujoso y de mayor tamaño.
Los buques de la White Star, al ser de un tamaño superior, ofrecían más comodidades que el Lusitania y el Mauretania y, en contraste con estos últimos, ofrecían piscina, baños turcos y eléctricos, gimnasio, cancha de squash, grandes salas de recepción, restaurantes independientes y un número mucho mayor de camarotes con baño privado.
Las fuertes vibraciones producidas por las turbinas de vapor afectarían la estructura del Lusitania durante toda su carrera. Cuando el barco navegó a máxima velocidad durante sus pruebas de mar, las vibraciones resultantes fueron tan severas que varios de los camarotes de segunda y tercera clase corrieron el peligro de quedar inhabilitados. En contraste, los barcos de la clase Olympic utilizaban dos motores alternativos tradicionales y una única turbina para la hélice central, lo que redujo considerablemente la vibración a bordo de estos buques. Debido a su mayor tonelaje y manga más ancha, el Olympic y el Titanic poseían una mayor estabilidad en el mar.
El Lusitania tenía una proa de roda recta, a diferencia de los buques de la White Star, que contaban con proas en ángulo que permitían sumergirse a través de una ola en lugar de coronarla. Esto causaría, como consecuencia imprevista, que el Lusitania se escorara alarmantemente, permitiendo que enormes olas salpicaran la proa y la parte delantera de la superestructura del barco, lo que se convertiría en un factor importante en los daños que sufrió en el puente en enero de 1910, tras ser embestido por una ola gigante.

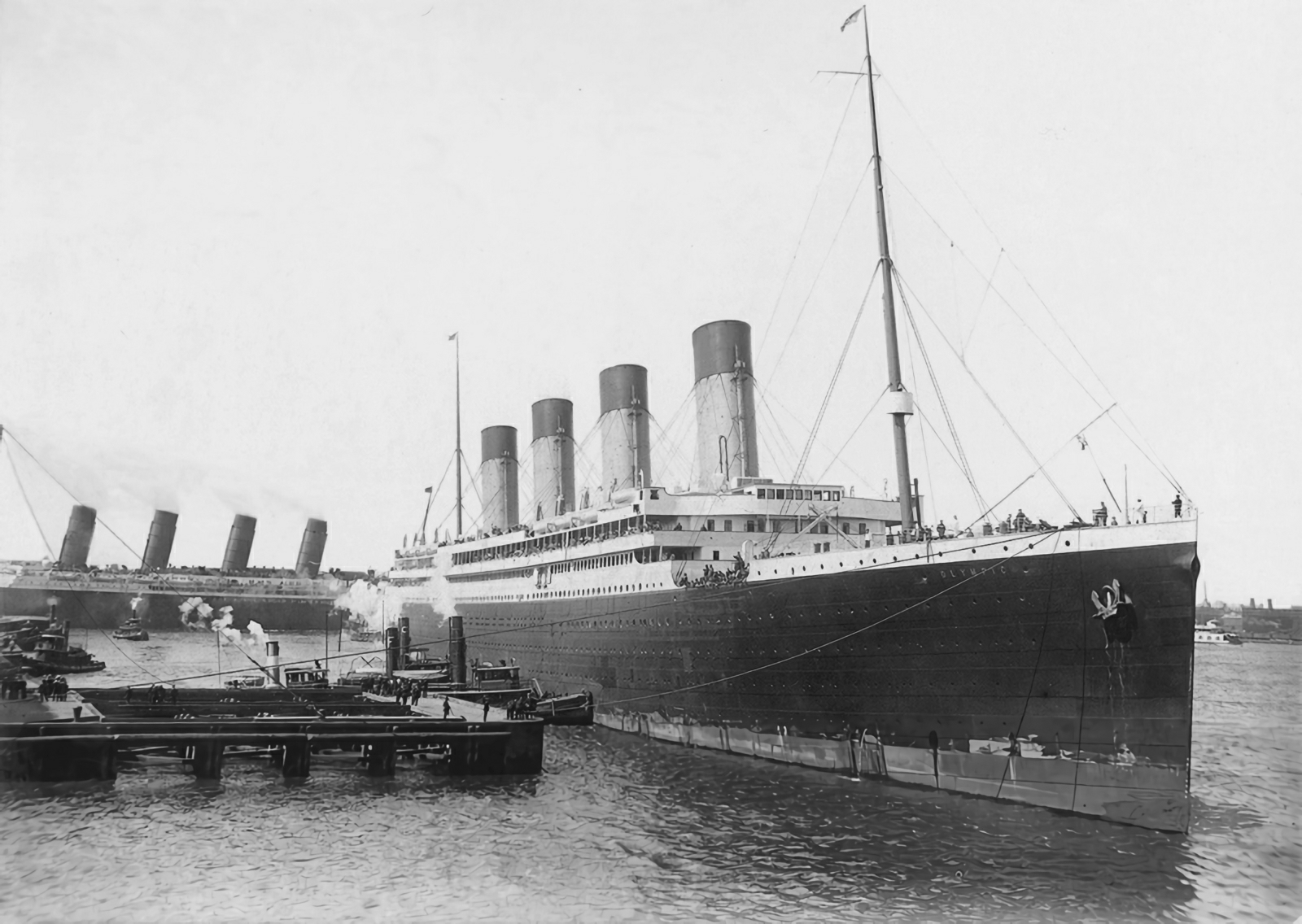
El atracando en el puerto de Nueva York en su viaje inaugural, en junio de 1911. Al fondo, se observa al Lusitania abandonando el puerto en dirección a Europa.

Los barcos de la clase Olympic también se diferenciaban del Lusitania y el Mauretania en la forma en la que estaban compartimentados por debajo de la línea de flotación. Los buques de la White Star estaban divididos por mamparos transversales, mientras que el Lusitania, además de contar con mamparos transversales, también incluía mamparos longitudinales a lo largo del barco en cada lado, entre las salas de máquinas y los búnkeres de carbón. La comisión británica que, en 1912, había investigado el hundimiento del Titanic, escuchó testimonios sobre la inundación de los búnkeres de carbón que se encontraban fuera de los mamparos longitudinales. Al ser de considerable eslora, en caso de inundación, podían aumentar la escora del barco y hacer "impracticable" el arriado de los botes salvavidas en el otro lado. Esto finalmente sucedió en 1915 cuando el Lusitania fue torpedeado.
La estabilidad del buque era insuficiente para la disposición de sus mamparos: la inundación de tres de los depósitos de carbón en un lado podría resultar en una altura metacéntrica negativa. En cambio, la estabilidad de la clase Olympic fue diseñada tal modo que había muy poco riesgo de inundaciones desiguales y de vuelco. Esto es evidente en el caso del Titanic, que se hundió con solo unos pocos grados de escora gracias a su buena estabilidad.
Del mismo modo que ocurría a bordo de los transatlánticos de la época, en el momento de su viaje inaugural, el Lusitania no llevaba suficientes botes salvavidas para todos sus pasajeros, oficiales y tripulación a bordo, puesto que se creía que, en caso de siniestro, la ayuda siempre estaría cerca y los pocos botes disponibles serían suficientes para evacuar a todos.
Después de la catástrofe del Titanic, el Lusitania y el Mauretania fueron equipados con seis botes de madera adicionales, lo que aumentó el número total de 16 a 22 botes salvavidas aparejados en los pescantes. La capacidad total fue complementada mediante la incorporación de 26 lanchas plegables, dieciocho almacenadas directamente debajo de los botes convencionales y ocho en la cubierta de popa. Las lanchas plegables se construyeron con fondos de madera huecos y lados de lona, y debían ensamblarse en caso de ser necesario su uso.
Esto contrasta con las medidas tomadas por la White Star respecto a los dos barcos gemelos del Titanic, el Olympic y el Britannic, que recibieron una dotación completa de botes salvavidas, todos aparejados bajo pescantes. Esta diferencia habría contribuido en gran medida a la gran pérdida de vidas durante el naufragio del Lusitania, ya que no hubo tiempo suficiente para armar las balsas plegables debido a la rapidez del hundimiento. En comparación con la tragedia del Lusitania, durante el hundimiento del Britannic en 1916, la tripulación contó con más tiempo para organizar y ejecutar la evacuación (el tiempo que tardó el Britannic en hundirse fue tres veces mayor que el que tardó el Lusitania), logrando así salvar a una mayor cantidad de personas.

## Servicio

### Inicios

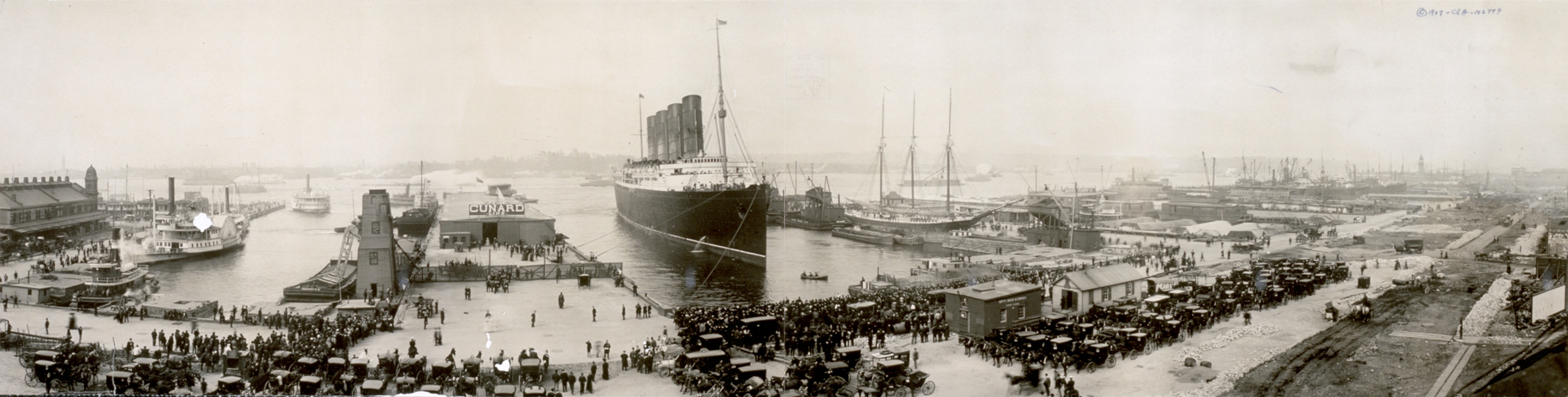
Fotografía panorámica del Lusitania tras llegar a Nueva York en su viaje inaugural en 1907.

El Lusitania realizó su viaje inaugural el 7 de septiembre de 1907, bajo el mando del comodoro de la Cunard Line James Watt, realizando la ruta entre Liverpool, Queenstown y Nueva York. Una multitud de 200000 personas se reunieron en el puerto de Liverpool para despedir al barco más grande jamás construido hasta entonces, que zarpó a las 21:00 h con rumbo al puerto irlandés de Queenstown (actual Cobh), donde realizaría escala para recoger a más pasajeros.
A las 12:10 h del día siguiente, prosiguió su rumbo a Nueva York a través del Atlántico. En las primeras 24 horas logró 561 millas (903 km), sumado al total de millas diarias recorridas durante los siguientes cuatro días: 575, 570, 593 y 493 millas, antes de llegar a Sandy Hook, en Nueva Jersey, a las 9:05 h del 13 de septiembre, tardando 5 días y 54 minutos en cruzar el Atlántico. En el puerto de Nueva York, una multitud de personas se reunieron en las orillas del río Hudson desde Battery Park al embarcadero 56 para recibir al Lusitania a su llegada a puerto, por lo que la policía acudió al lugar para controlar a la multitud y evitar incidentes. Tras atracar en los muelles de Nueva York, el buque permaneció abierto al público durante la siguiente semana, estando disponible para visitas guiadas.
A las 15 horas del 21 de septiembre, el buque partió en su viaje de regreso a Gran Bretaña, llegando a Queenstown durante la madrugada del 27 de septiembre, y a Liverpool durante la tarde de ese mismo día. Tras haber tenido que retrasar su llegada debido a la niebla, el Lusitania tardó 5 días, 4 horas y 19 minutos en completar su travesía de retorno a Europa.

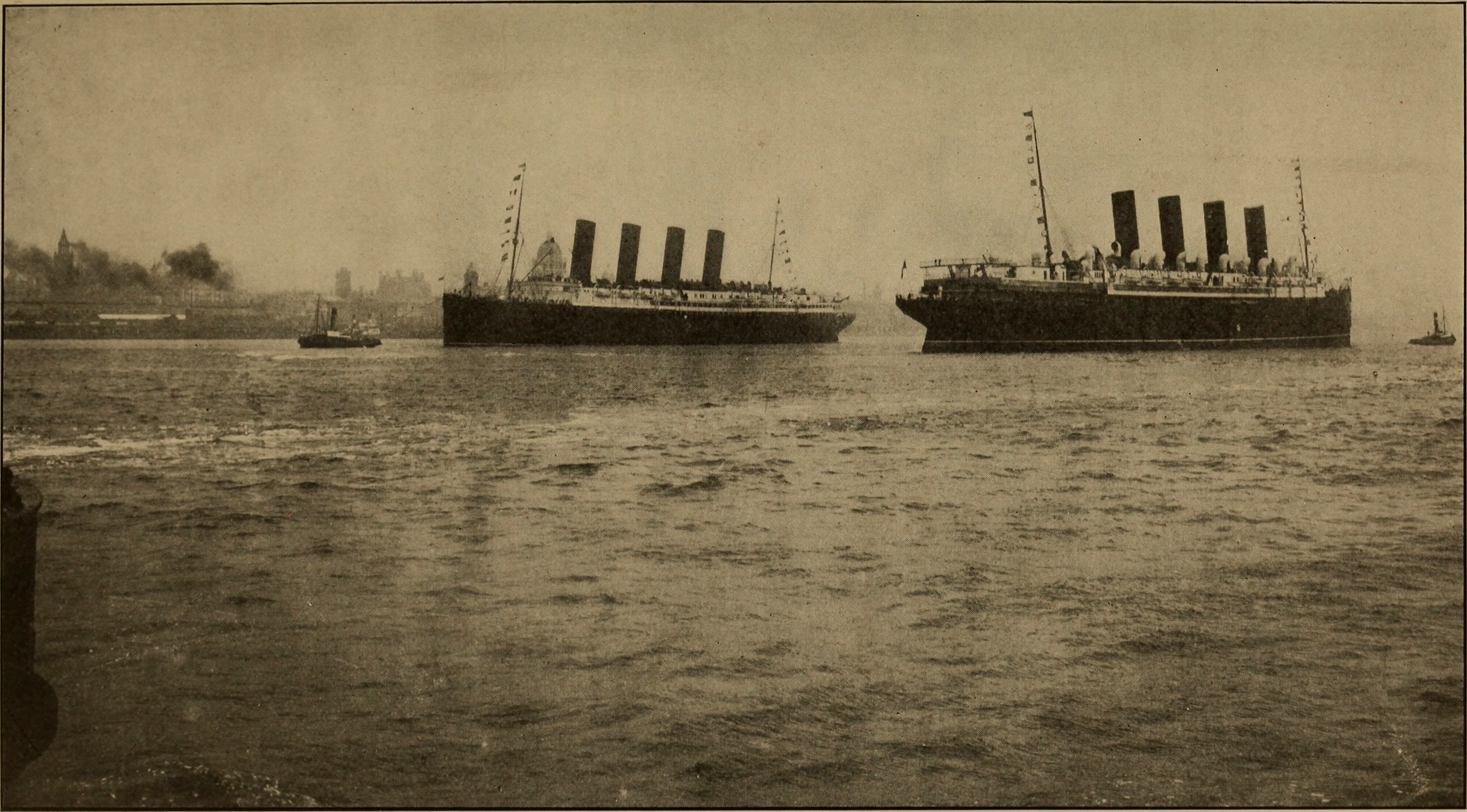
El Lusitania (izq) y el Mauretania (der) fotografiados juntos en Liverpool en 1911.

En octubre de 1907, durante su segundo viaje, el barco llegó a Nueva York tras realizar una travesía que duró 4 días, 19 horas y 53 minutos, logrando batir el tiempo récord establecido por el transatlántico alemán Deutschland, de 5 días, 11 horas, y 54 minutos, con lo que consiguió recuperar la preciada Banda Azul para el Reino Unido. En este viaje de tiempo récord, la velocidad media alcanzada fue de 23,99 nudos (44,43 km/h) en dirección oeste y 23,61 nudos (43,73 km/h) en sentido este. El Lusitania conservó el premio y el récord de la travesía más rápida en sentido este hasta diciembre de ese año, con la entrada en servicio de su barco gemelo, el Mauretania.
No obstante, el Lusitania conservó el récord en la ruta hacia el oeste hasta julio de 1909, cuando, tras mejorar su propio récord de velocidad con un promedio de 25,85 nudos (47,87 km/h), le fue definitivamente arrebatado por el Mauretania tras realizar una travesía más rápida, manteniendo el premio durante los siguientes veinte años.
Durante sus ocho años de servicio, el barco atravesó el Atlántico 201 veces, en la ruta de Cunard entre Liverpool y Nueva York, transportando a un total de 155795 pasajeros en sus travesías en dirección oeste y 106180 hacia el este.

## Hundimiento

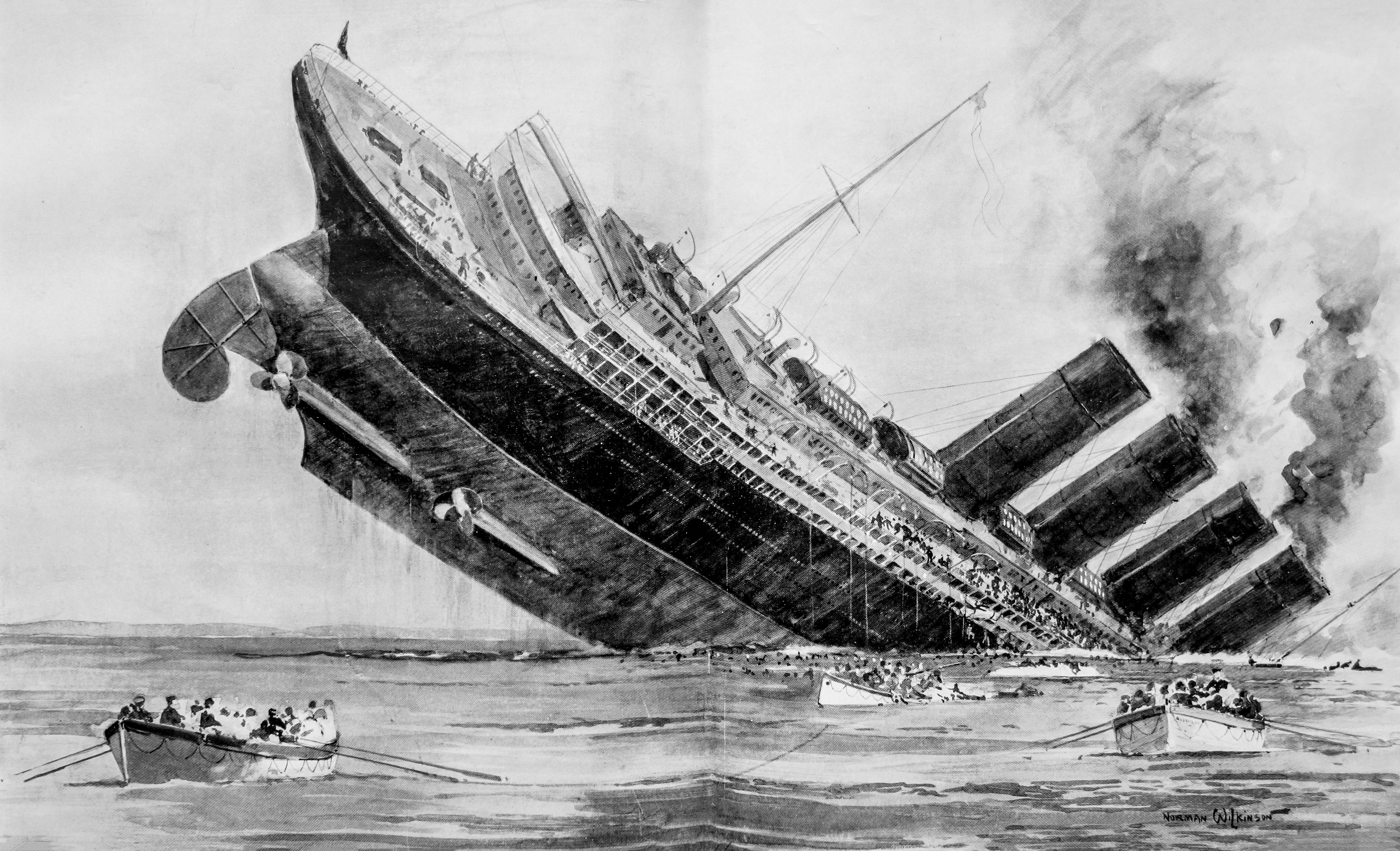
Ilustración del hundimiento realizada por Norman Wilkinson.

El 7 de mayo de 1915, el Lusitania fue torpedeado a las 14:00 horas frente al faro de Old Head of Kinsale, en las costas irlandesas, por el submarino alemán SM U-20, comandado por el capitán Walther Schwieger. En solo unos minutos se había escorado 25°, haciendo que fuese muy difícil arriar los botes salvavidas. En tan solo dieciocho minutos, el buque se había hundido.
Después de la explosión del torpedo sobre el casco de la nave, se reportó una segunda explosión de la cual no se sabe con certeza su causa, aunque ninguno de los elementos reportados entre la carga tenía el poder explosivo suficiente como para causarlo. Debido a que esta explosión fue la principal causa de su rápido hundimiento, ha dado lugar a múltiples especulaciones. El naufragio causó la muerte de 1198 personas incluidos 100 niños. Sobrevivieron sólo 761 personas. La muerte de 128 ciudadanos estadounidenses fue probablemente una de las causas de la entrada de EE. UU. en la Primera Guerra Mundial dos años más tarde.
El dueño legal del pecio, Gregg Bemis, financió en 2011 una expedición submarina cuyo principal fin era determinar las causas reales del hundimiento. Para ello contrató al Lawrence Livermore National Laboratory, que hizo un estudio previo que incluyó información satelital de posicionamiento global, datos multibeam e imágenes de sonar de barrido lateral. La expedición se llevó a cabo en agosto y fue monitoreada por el Servicio Naval Irlandés. La expedición encontró cientos de cartuchos de calibre .303 pero ninguna evidencia de munición de artillería o explosivos. El análisis detallado de la información obtenida y el empleo de modelos informatizados, llevaron a los técnicos del Lawrence Livermore National Laboratory a concluir que lo más probable es que la segunda explosión se haya debido al estallido de una caldera tras tomar contacto con el agua fría del océano.

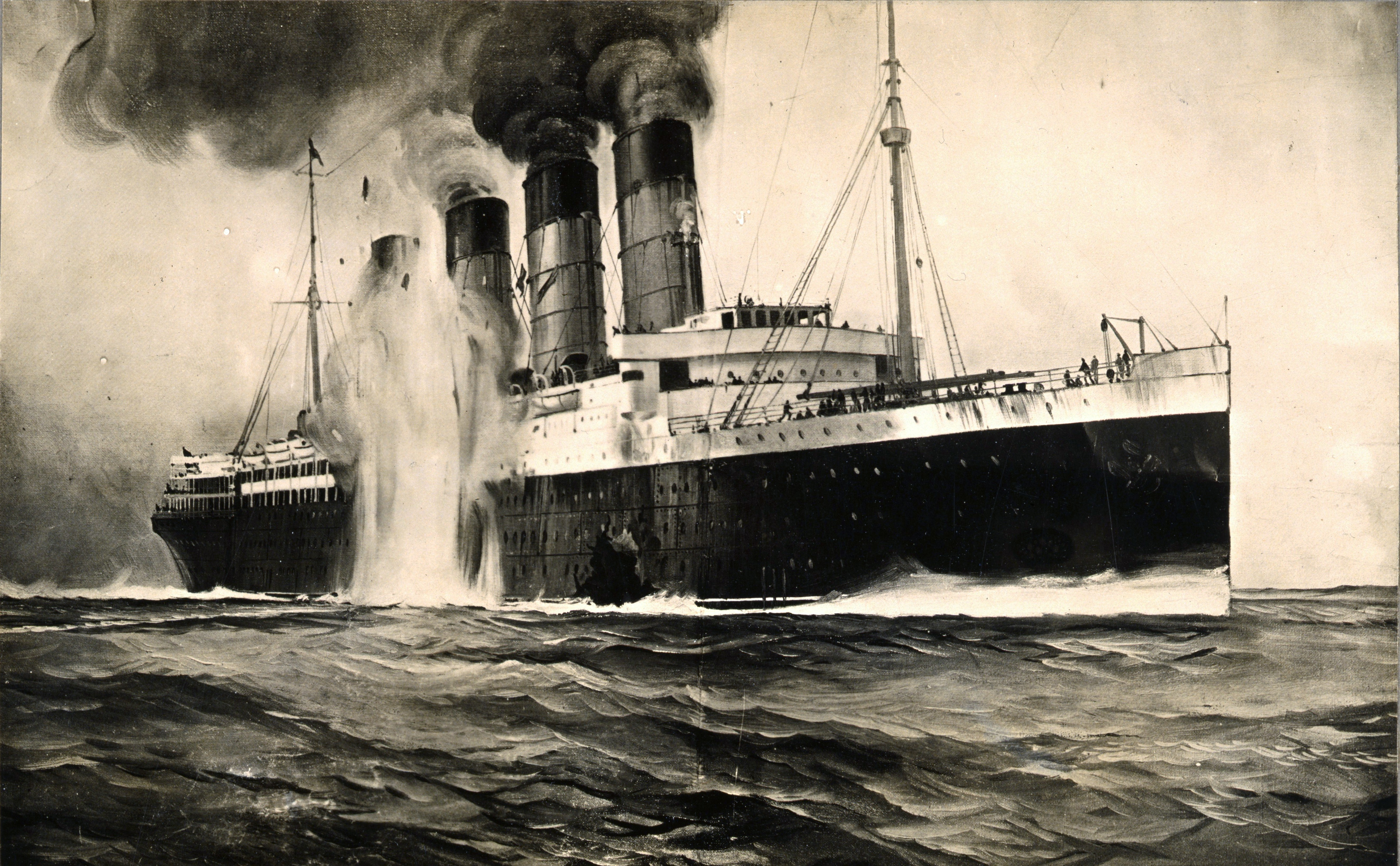
Ilustración del torpedeamiento del buque.
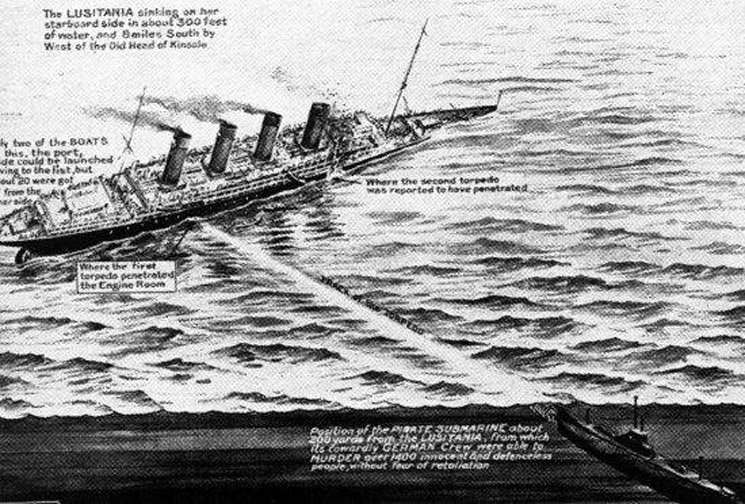
Diagrama que describe el torpedeamiento del Lusitania.
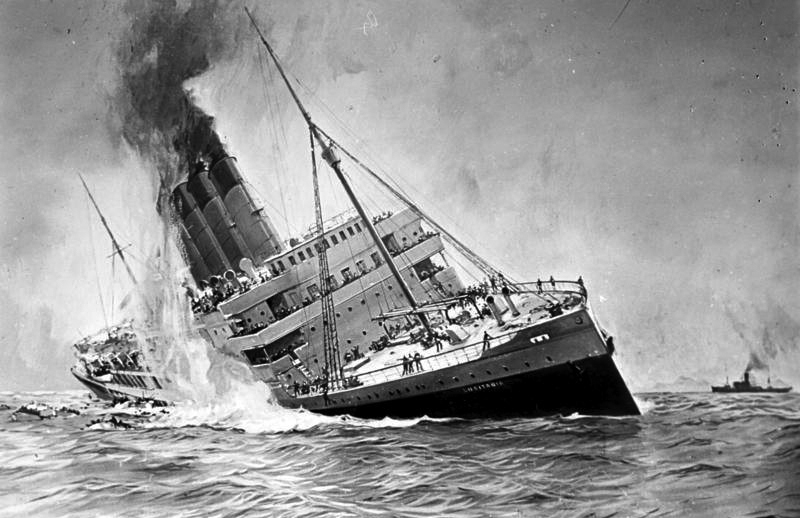
Grabado del naufragio.
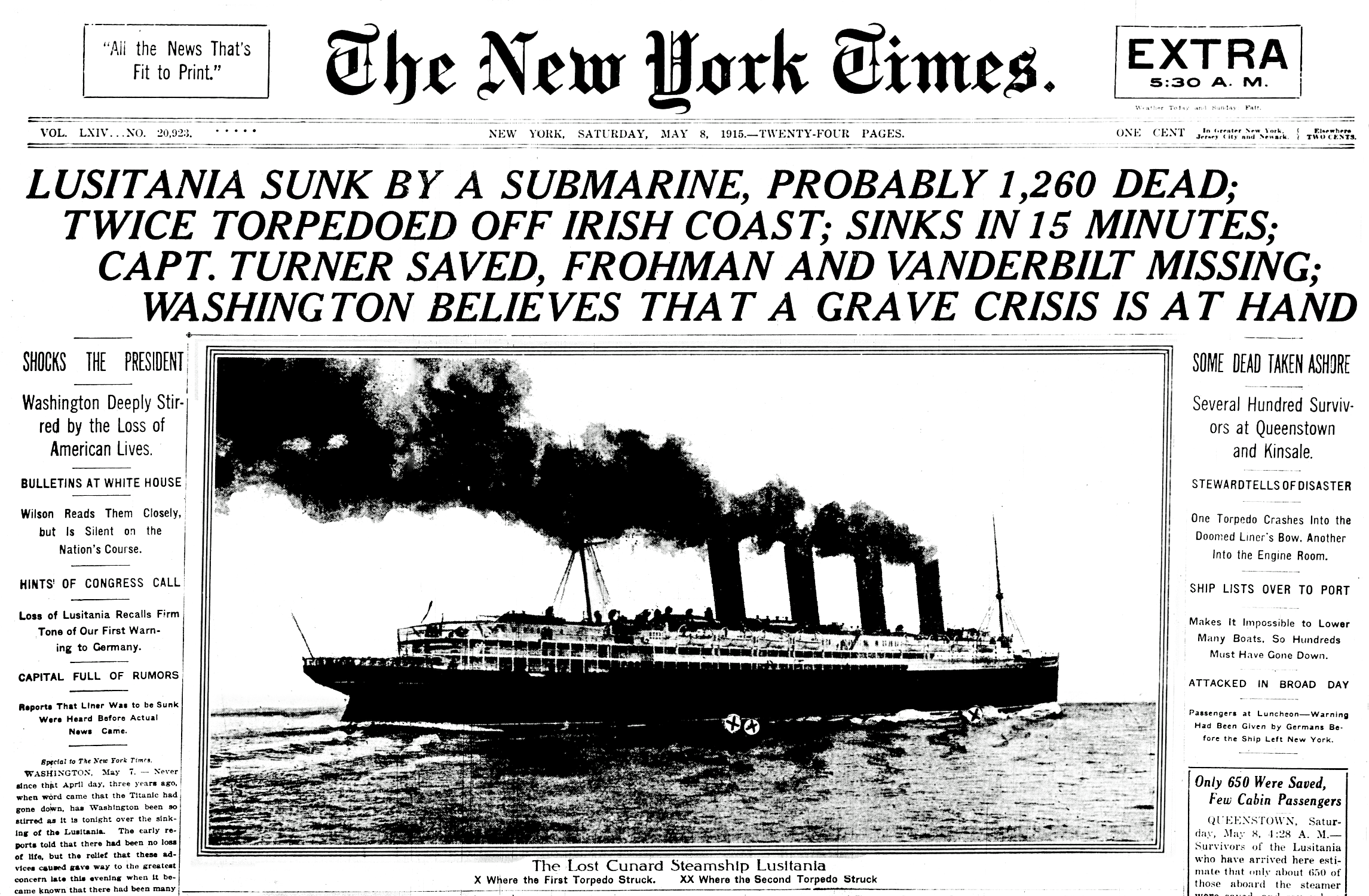
Portada del New York Times anunciando la noticia del torpedeamiento y naufragio del Lusitania, publicado el día posterior al desastre.
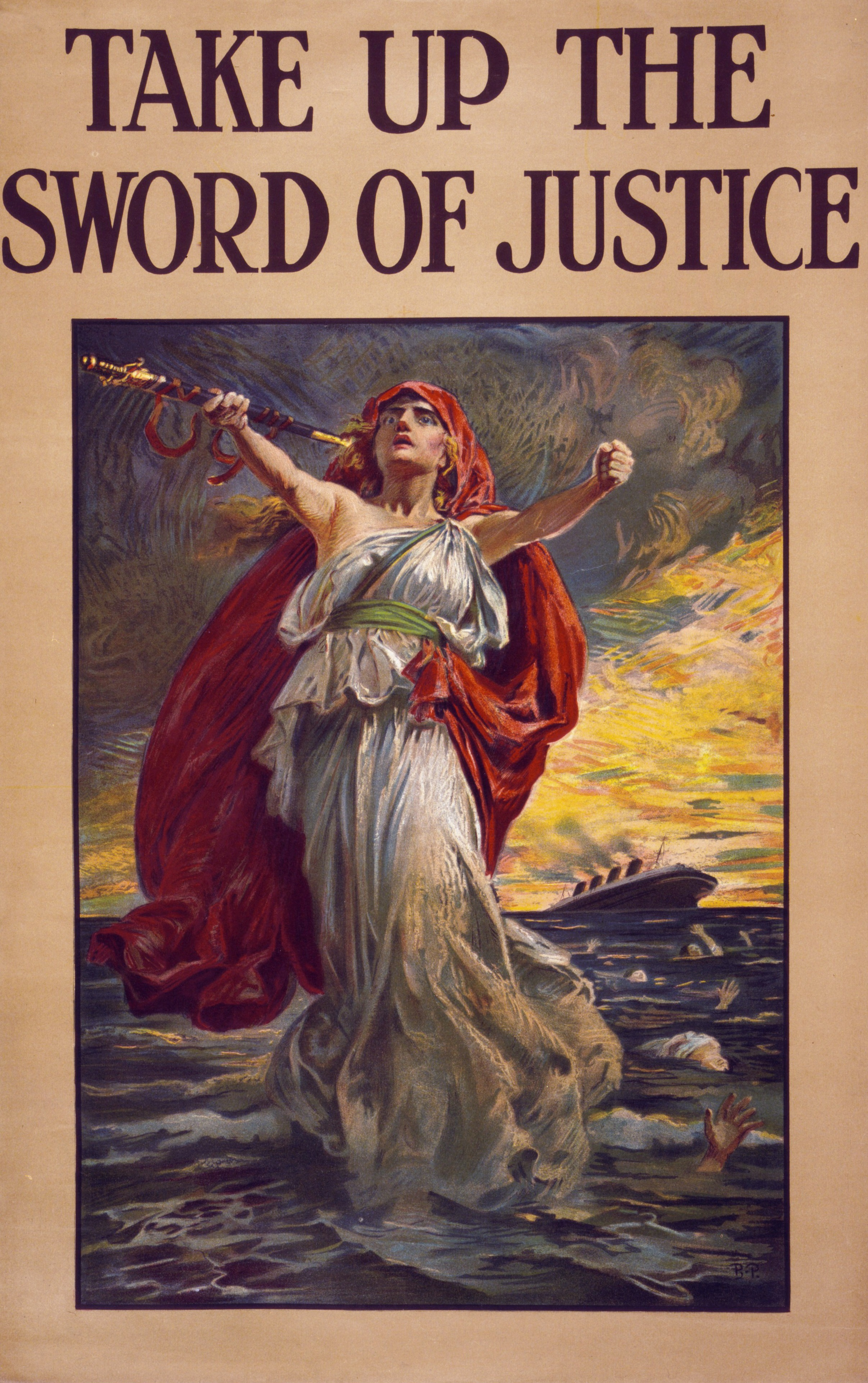
Cartel de la Primera Guerra Mundial pidiendo justicia para las víctimas del naufragio.
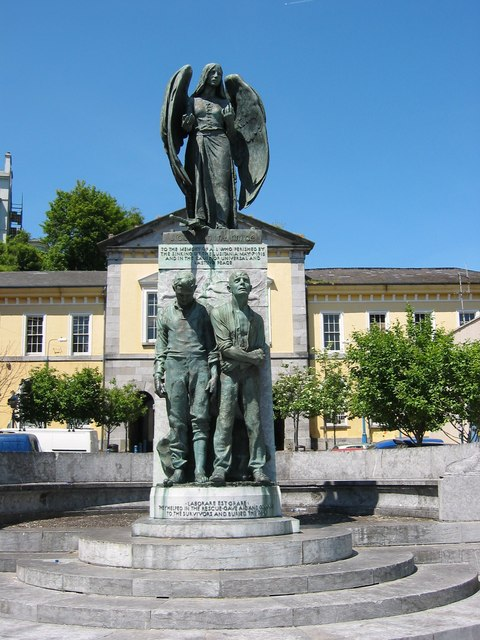
Monumento en recuerdo de las 1198 víctimas del hundimiento en Cobh, Irlanda.

## Pecio
El pecio del Lusitania se encuentra a 11,5 millas náuticas de Kinsale, a 93 m de profundidad, recostado sobre el lado de estribor. Aunque la proa aun es reconocible, el barco está casi totalmente achaflanado sobre sí mismo y su superestructura está derrumbada en el fondo marino. Tiene varias redes de pesca enredadas en su estructura y a su alrededor hay cargas de profundidad sin detonar.
Tras el hundimiento, la Liverpool War Risk Insurance Association, una organización perteneciente al gobierno británico, compró los derechos sobre el pecio, tras pagar la suma correspondiente al seguro del buque, aunque nunca realizó alguna inmersión ni intento de recuperación.
En 1967, la Liverpool War Risk Insurance Association vendió los derechos de inmersión y rescate en una subasta silenciosa. El mismo lo compró un buzo de la Marina de Estados Unidos llamado John Light. Light se había sumergido, por su propia cuenta y con un equipo de buceo básico, en el sitio del naufragio 42 veces entre 1960 y 1962. Para financiar la expedición, Light se asoció con los empresarios George Macomber y Gregg Bemis, pero la empresa colapsó y Light tuvo que ceder los derechos a Macomber y Bemis sin realizar a cabo ninguna inmersión.
Sus nuevos dueños no mostraron ningún interés en el pecio hasta que en 1982 Bemis se enteró de que, debido a su carga de lingotes de bronce, el mismo estaba tasado en doce millones de dólares.

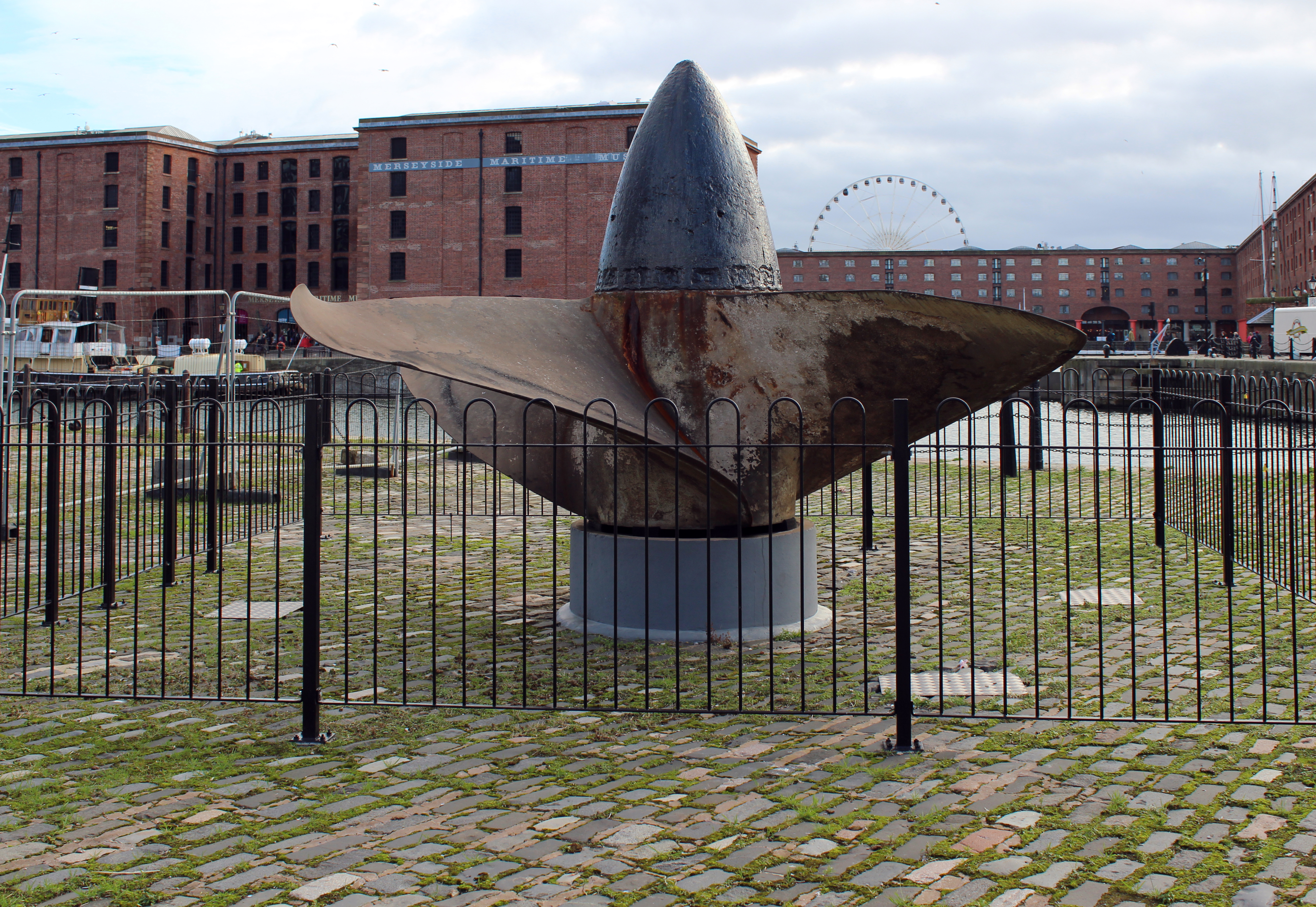
De las cuatro hélices del Lusitania, tres fueron recuperadas del pecio. Una se encuentra en un museo, otra en la entrada de un hotel de la ciudad de Liverpool (en la imagen) y la tercera fue fundida para recuperar el metal.

Bemis le compró su parte a Macomber y comenzó a organizar una expedición con el fin de recuperarlo, desguazarlo y venderlo como chatarra. Para averiguar qué era lo que realmente había en el sitio del naufragio, Bemis contrató a Oceaneering International, una empresa estadounidense con sede en Houston, que recuperó tres hélices, porcelana, una campana y un silbato. Pero luego tuvo que batallar legalmente contra el gobierno británico, que demandó la propiedad de los restos. Finalmente, la corte confirmó en 1986 la propiedad de Bemis; aunque, entonces, un cambio en las aguas territoriales de Irlanda colocó al buque bajo la jurisdicción de este país, que lo declaró «yacimiento arqueológico» e impidió cualquier intento de alterarlo. Debido a esto, Bemis renunció a cualquier intento de obtener un beneficio económico.
Las mejoras en la tecnología de exploración submarina a comienzos de los años 1990 llevaron a Bemis a plantearse la posibilidad de realizar inmersiones con fines científicos. Para ello se asoció con el oceanógrafo Robert Ballard, descubridor del pecio del Titanic, quien produjo un documental sobre el Lusitania, que se emitió en 1994 por National Geographic. La emisión del documental atrajo la atención del público y pronto se denunció que se estaban realizando inmersiones ilegales y saqueos. Estas denuncias llevaron a varias personas ante la justicia y los restos recuperados debieron ser entregados a museos. Esto llevó a que el Ministerio de Cultura de Irlanda aumentara los controles y emitiera una orden de protección sobre el pecio, que obliga a que todas las inmersiones requieran de licencia.
Para poder recuperar restos, en la expedición de 2011 se requirió un acuerdo con la Unidad Arqueológica Subacuática Irlandesa y el Museo Nacional de Irlanda. Durante la misma, se rescató el telemotor de puente, un cataviento, dos ojos de buey cuadrados y dos redondos.